# 匾額

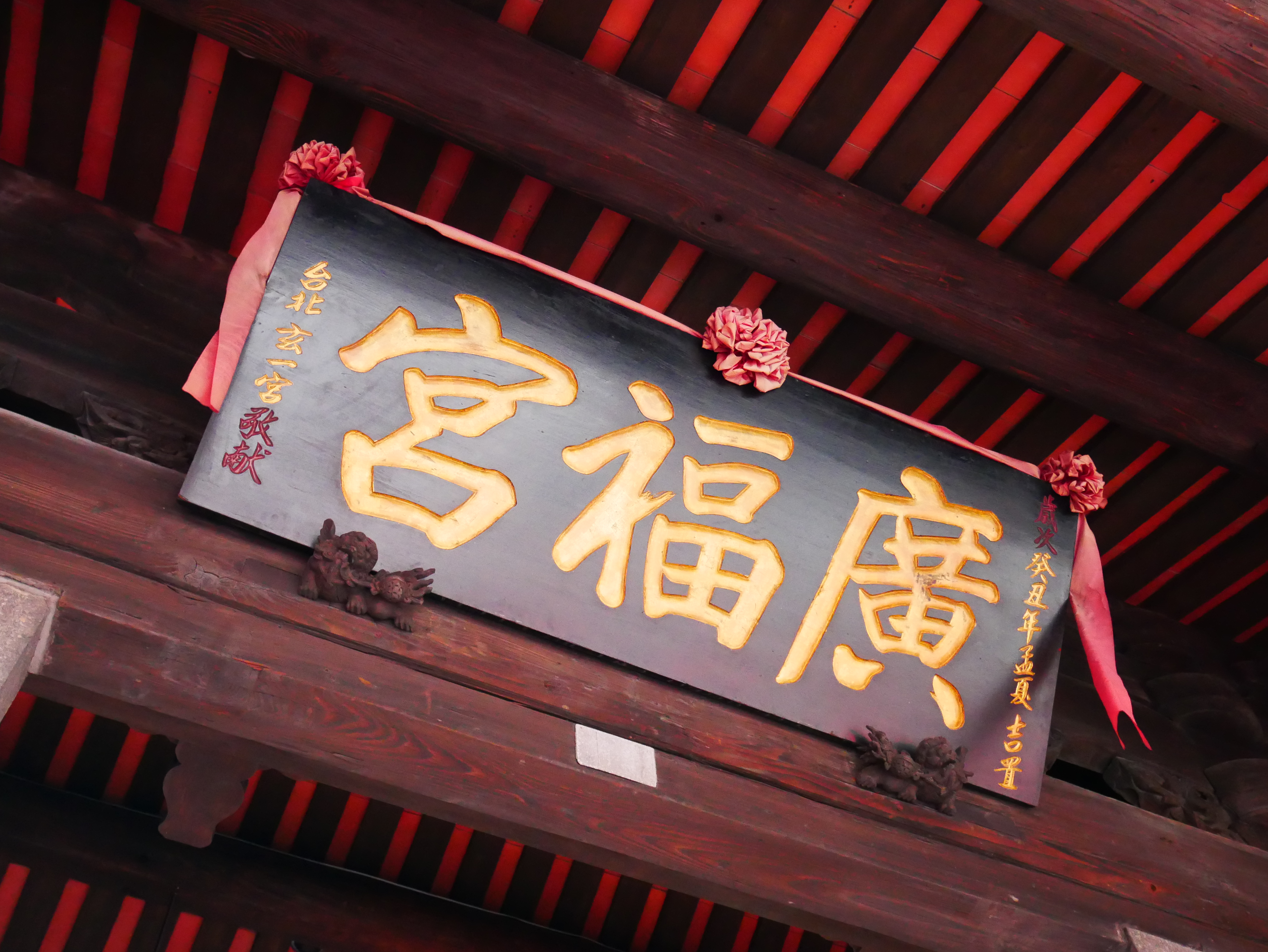
新莊廣福宮廟名匾

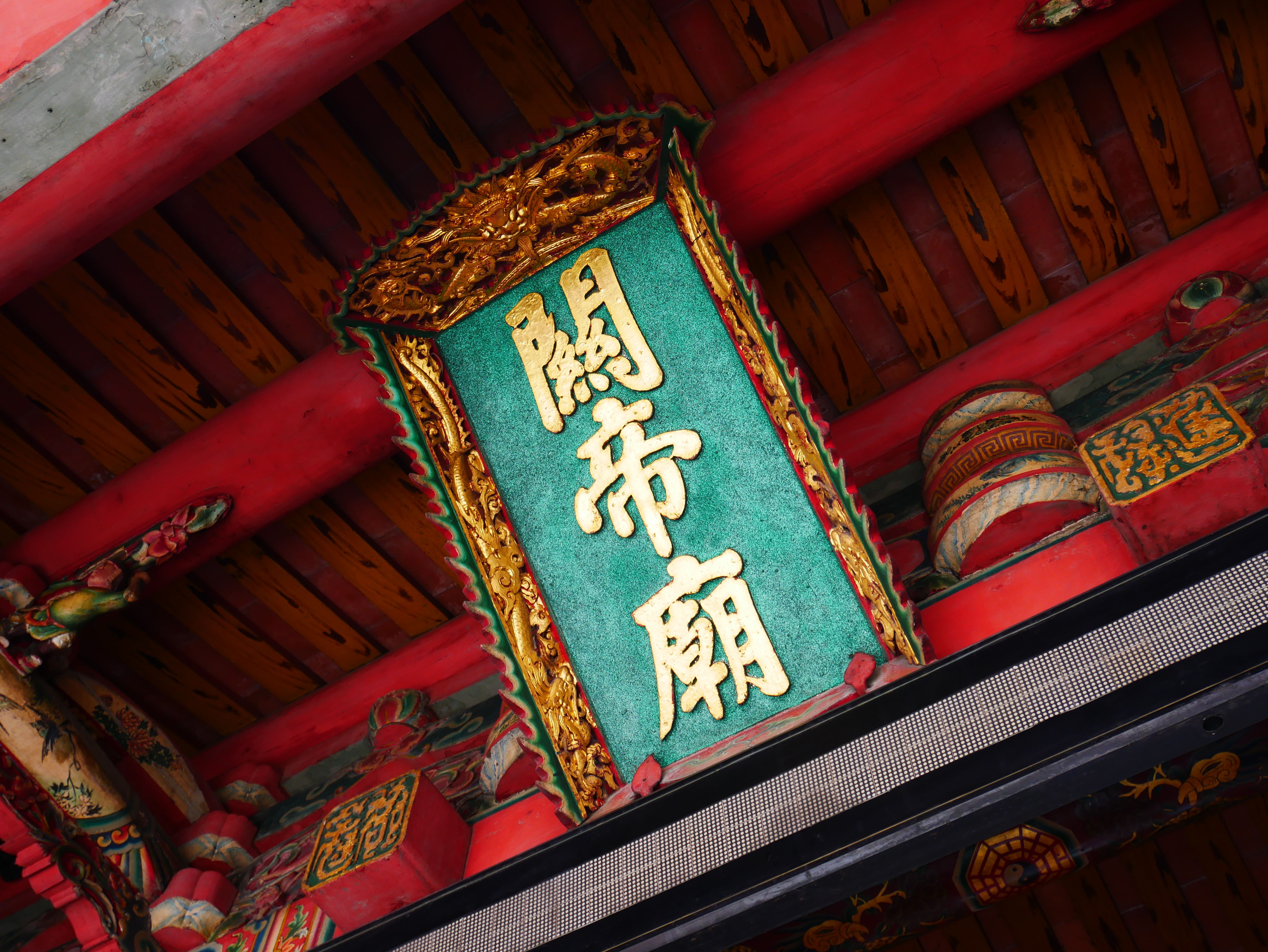
新竹關帝廟廟名匾

匾額是一塊寫上文字的牌子 （通常是木板），懸掛在殿堂、楼阁、门庭、园林大门的正上方，通常是說明建築物的名稱。挂在小船的牌子称为舫匾。匾額出現於中國及其他東亞地區的建築物上。供奉皇帝御书的匾额称为龙匾，配游龙边抹。
匾额上的文字常见的是三字匾额，如金字“太和殿”，漆字“释迦塔”，也有两字匾额，如金字“辟雍”匾额，最多有六字匾额如宋代晋祠圣母殿金字“顯靈昭濟聖母”匾。清代的匾额常见的是汉字和满文并列的六字竖式匾额，如“养心殿”（金字）、“坤宁宫”等。四字匾额多横匾额，无华带，但多有镶边；规格最高的，刻游龙镶边，如承德康熙御笔金字避暑山庄龙匾。

## 中國大陸匾額

### 宋代匾额
宋李诫《营造法式》中称为牌。
宋代匾额由两部分构成：
- 牌面
- 华带：
  - 牌首：牌面上方的雕花横木。
  - 牌带：牌两边的雕花木。
  - 牌舌：牌下方雕花横木。

宋式匾额的规格：牌面并非正长方形，而是下部略宽十分之一：
- 牌面的长宽比是每长一尺，上宽八寸，下宽八寸八分。
- 牌首宽三寸，厚四分。
- 牌带宽二寸八分，厚四分。
- 牌舌宽二寸，厚四分。

华带和牌面不在一个平面上，而是倾斜一个角度，成一个斗形。牌面后边四周用木楅加固，二尺的牌子用一楅，三尺的牌子用两楅、七尺的牌子用三楅。
宋式匾额的雕刻：
宋式匾额的牌首、牌带和牌舌都雕花：
- 牌首雕伽嫔、共命鸟之类的飞仙图案[5]。
- 牌舌雕宝床真人等图样[6]
- 一般牌带雕剔地起突海石榴花、宝牙花、宝相花[6]
- 御笔匾额的牌带雕升龙[6]。

雕刻刀法用混雕，即圆雕
宋代建筑太原晋祠圣母殿的前檐下有多幅四字匾，没有竖式匾额的华带，代以镶边；也的没有镶边。

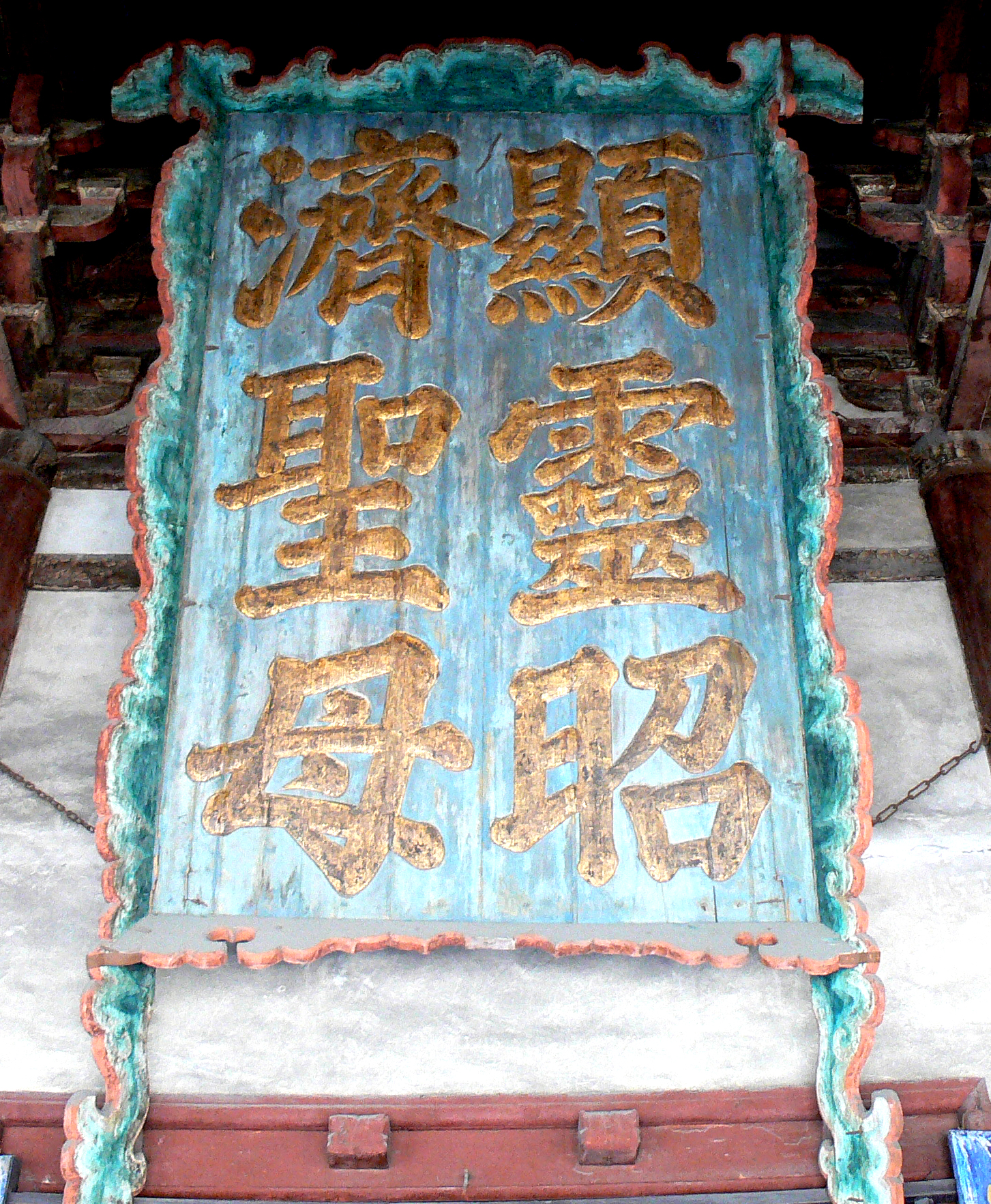
宋代建筑太原晋祠圣母殿华带牌
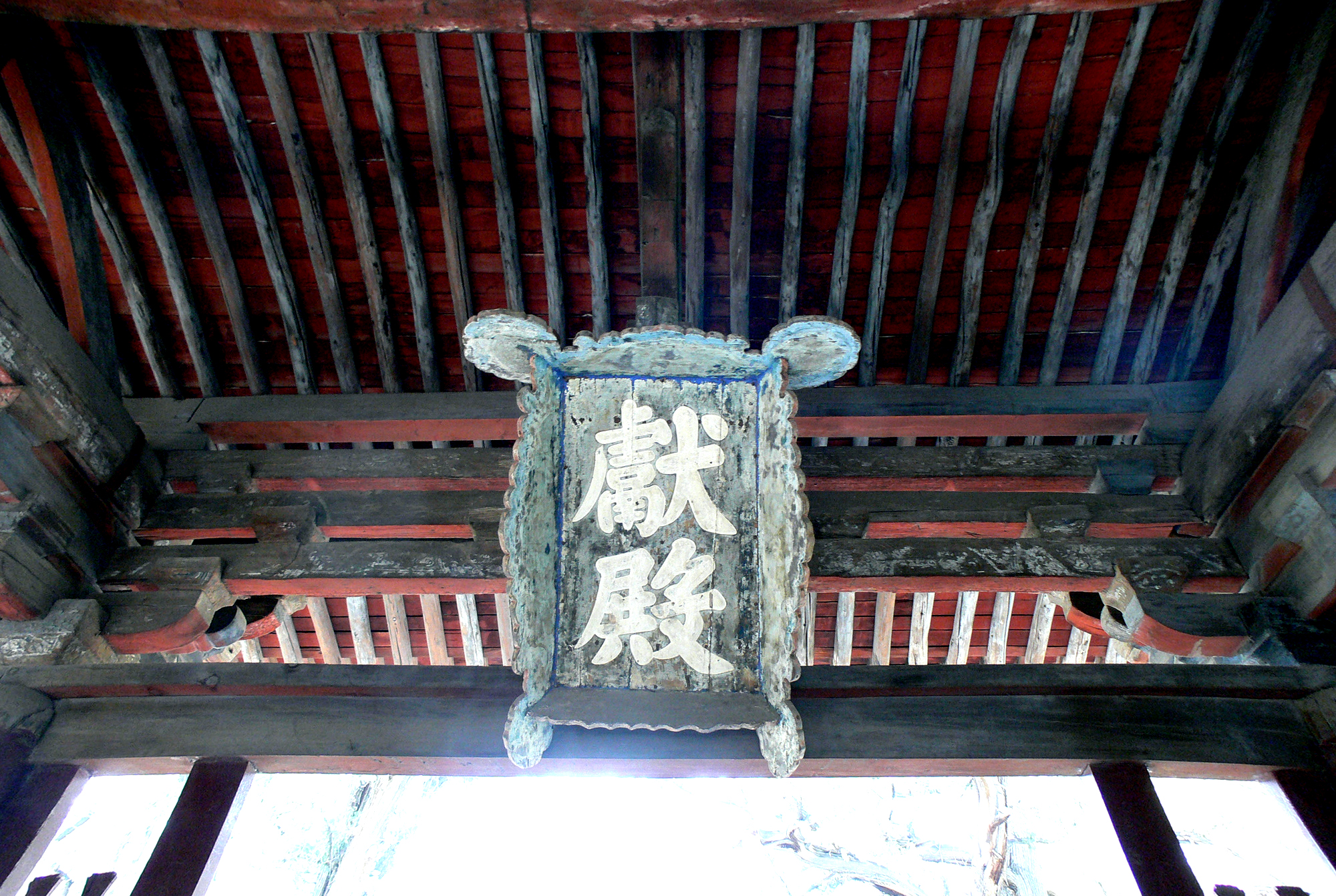
晋祠宋代献殿匾额
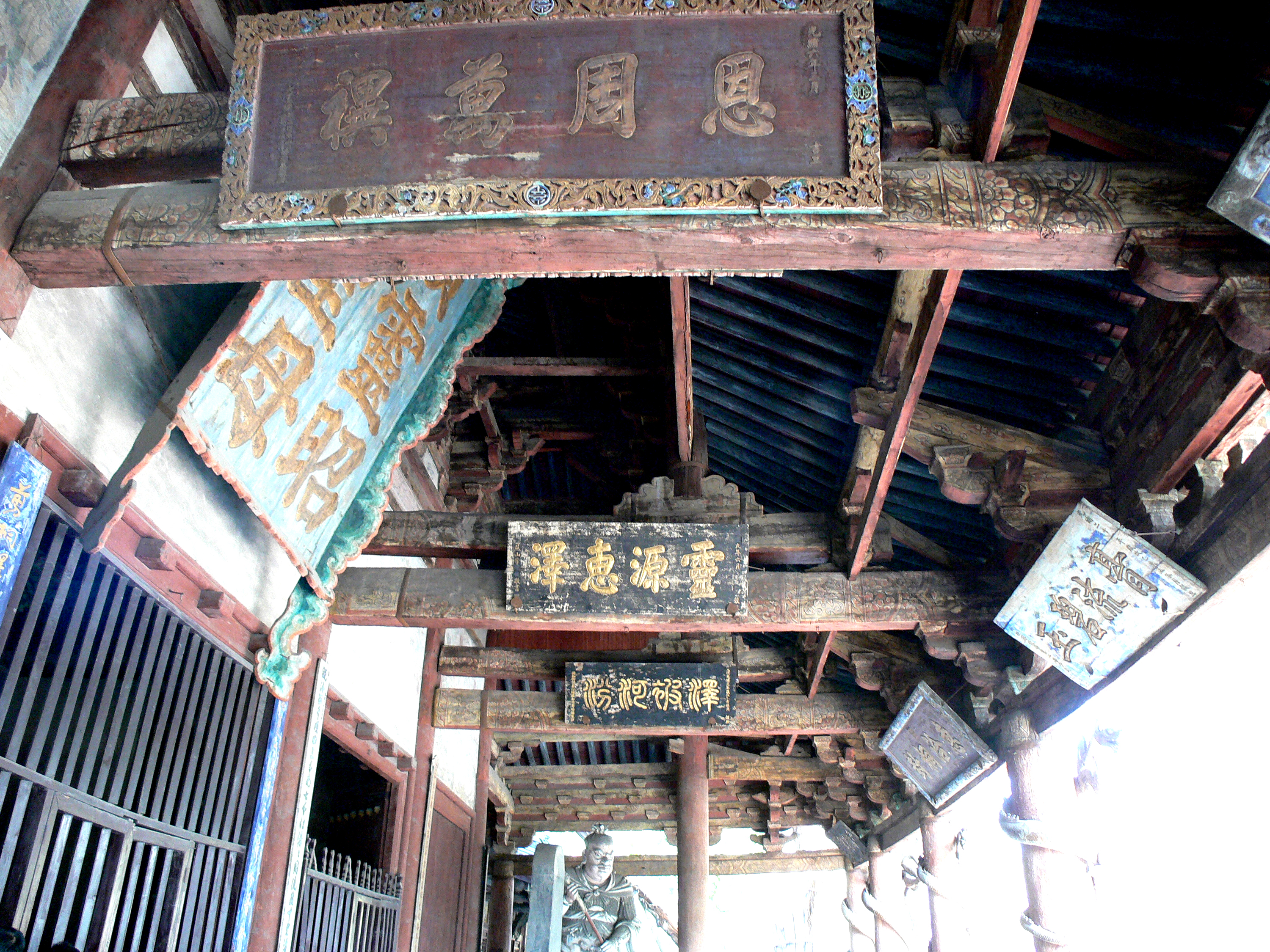
宋代圣母殿四字横匾

### 明代匾额
明代匾额保存宋代的式样。

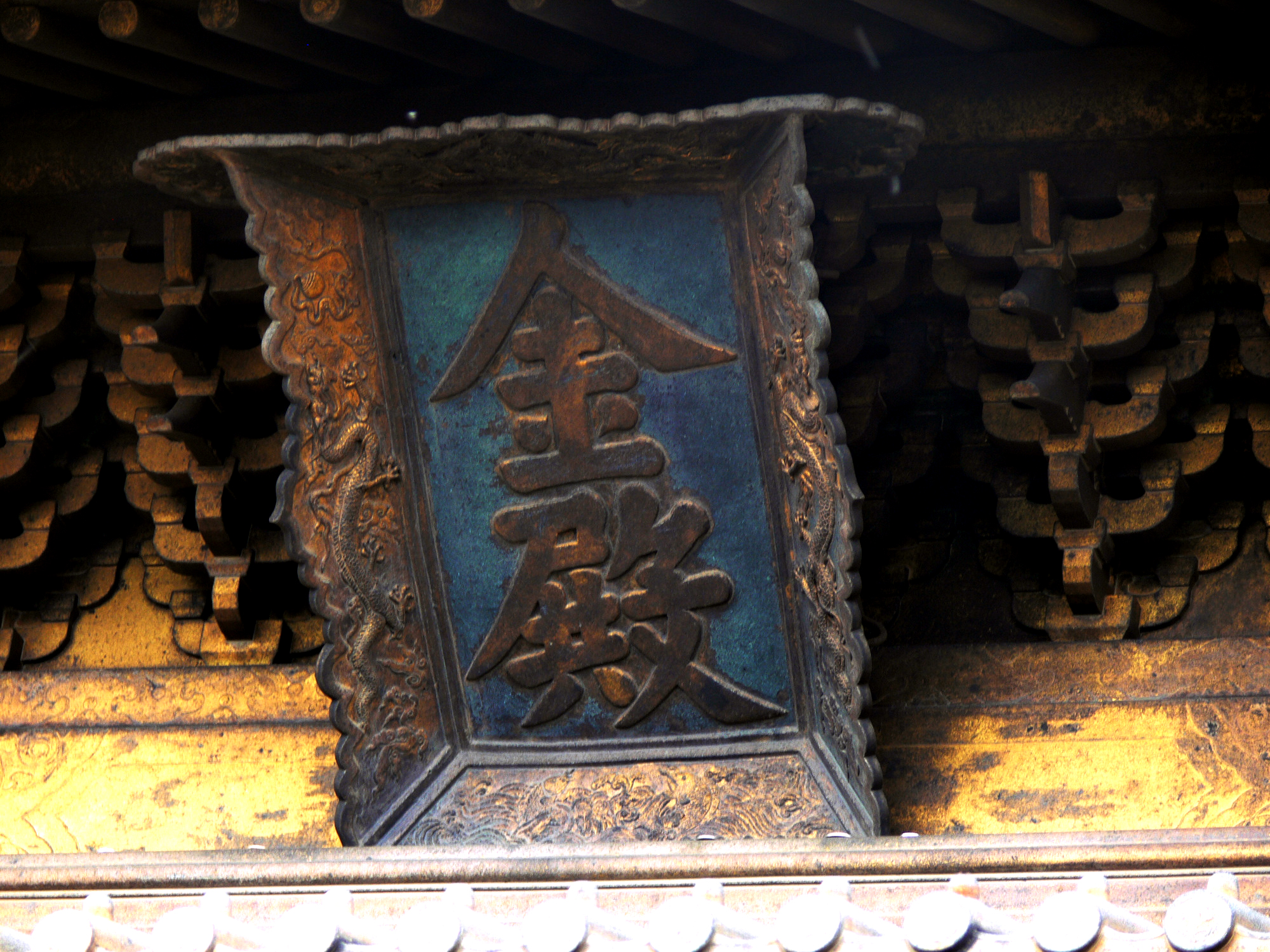
武当山金殿匾额
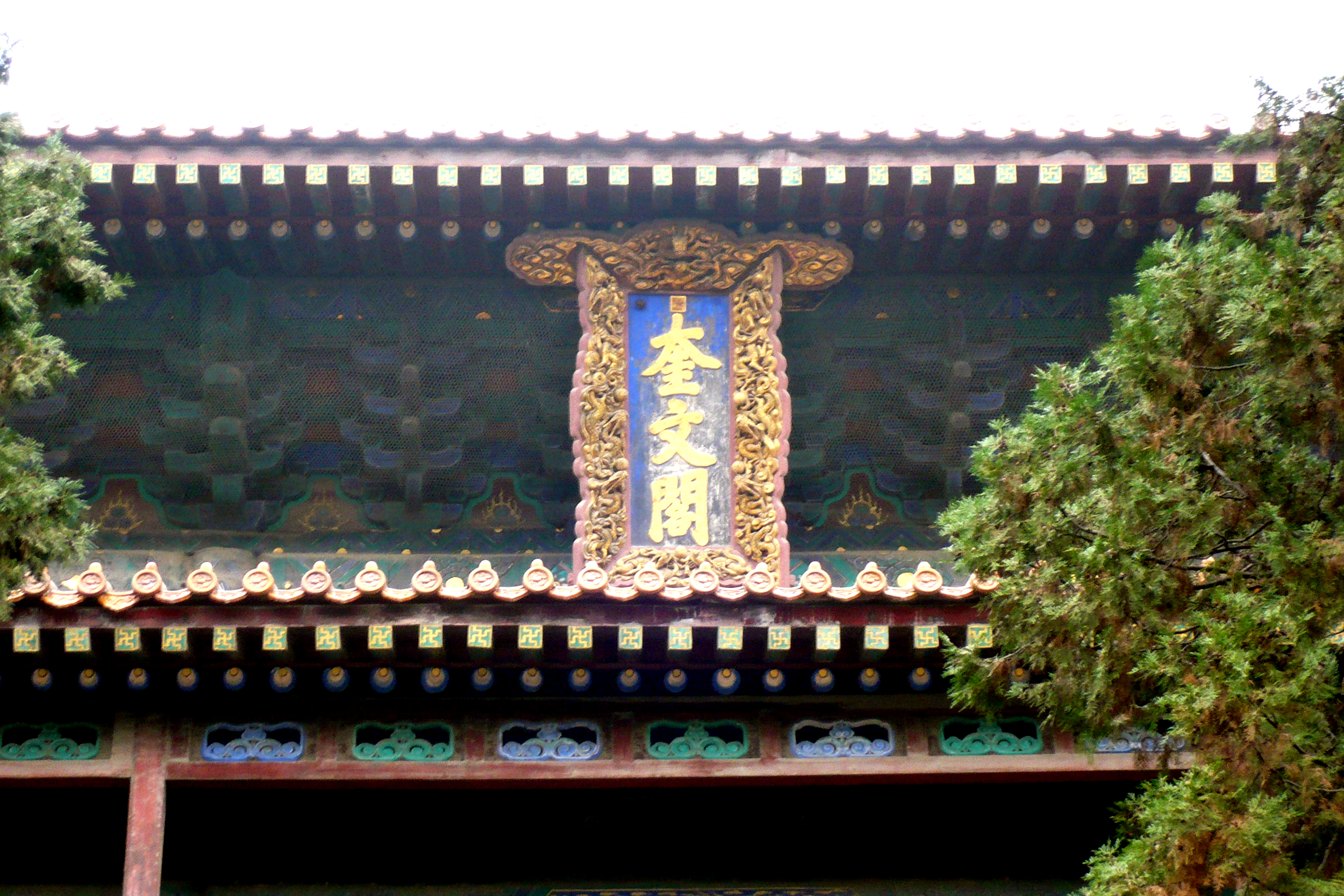
曲阜孔庙奎文阁匾额
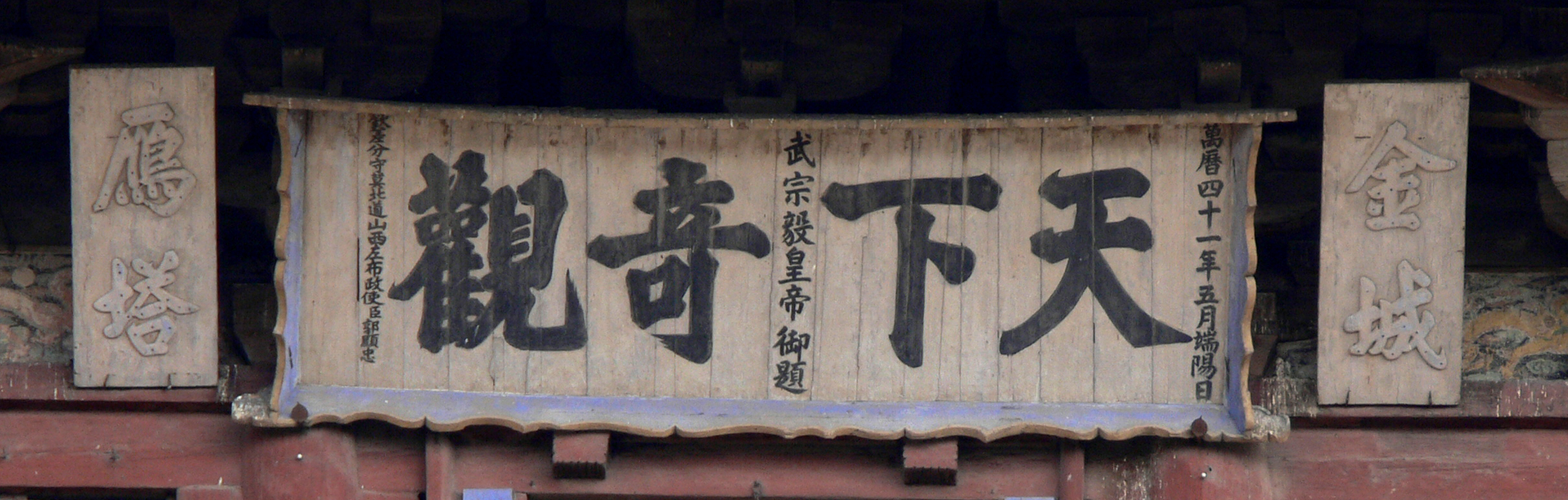
山西应县木塔明武宗御笔匾额
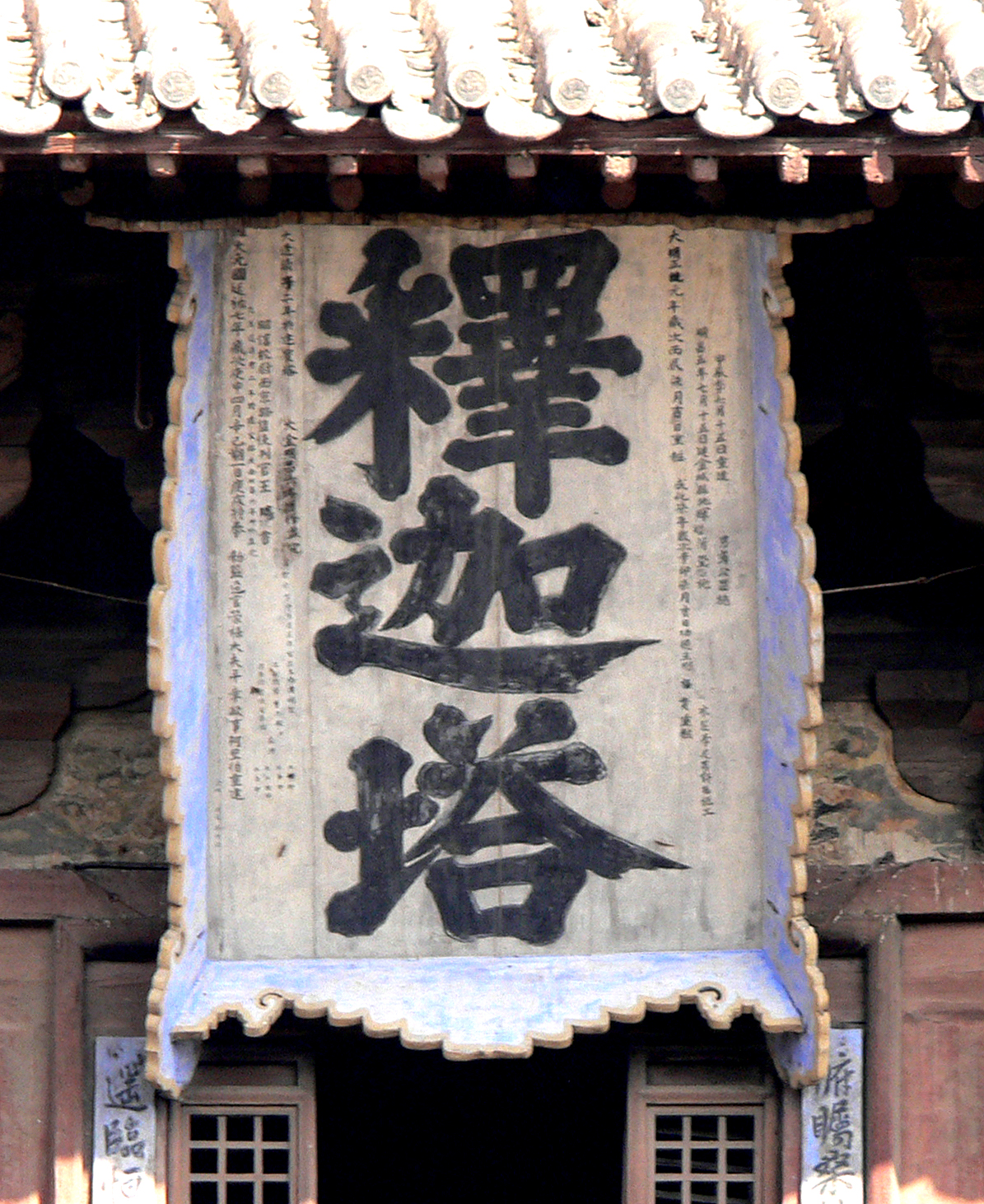
大明正统元年 （1436年）釋迦塔匾額
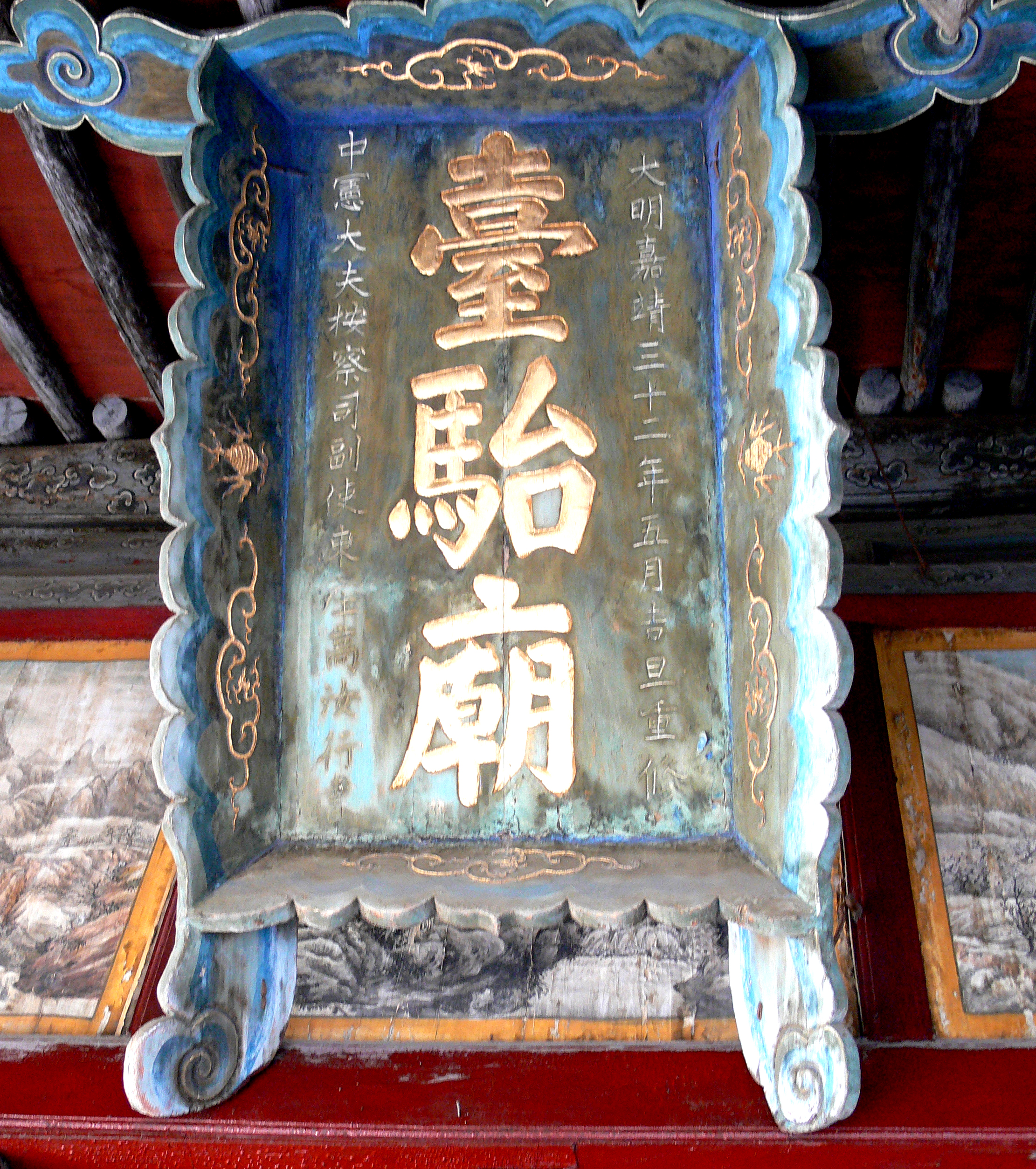
明代嘉靖三十二年（1553年）臺駘廟匾额
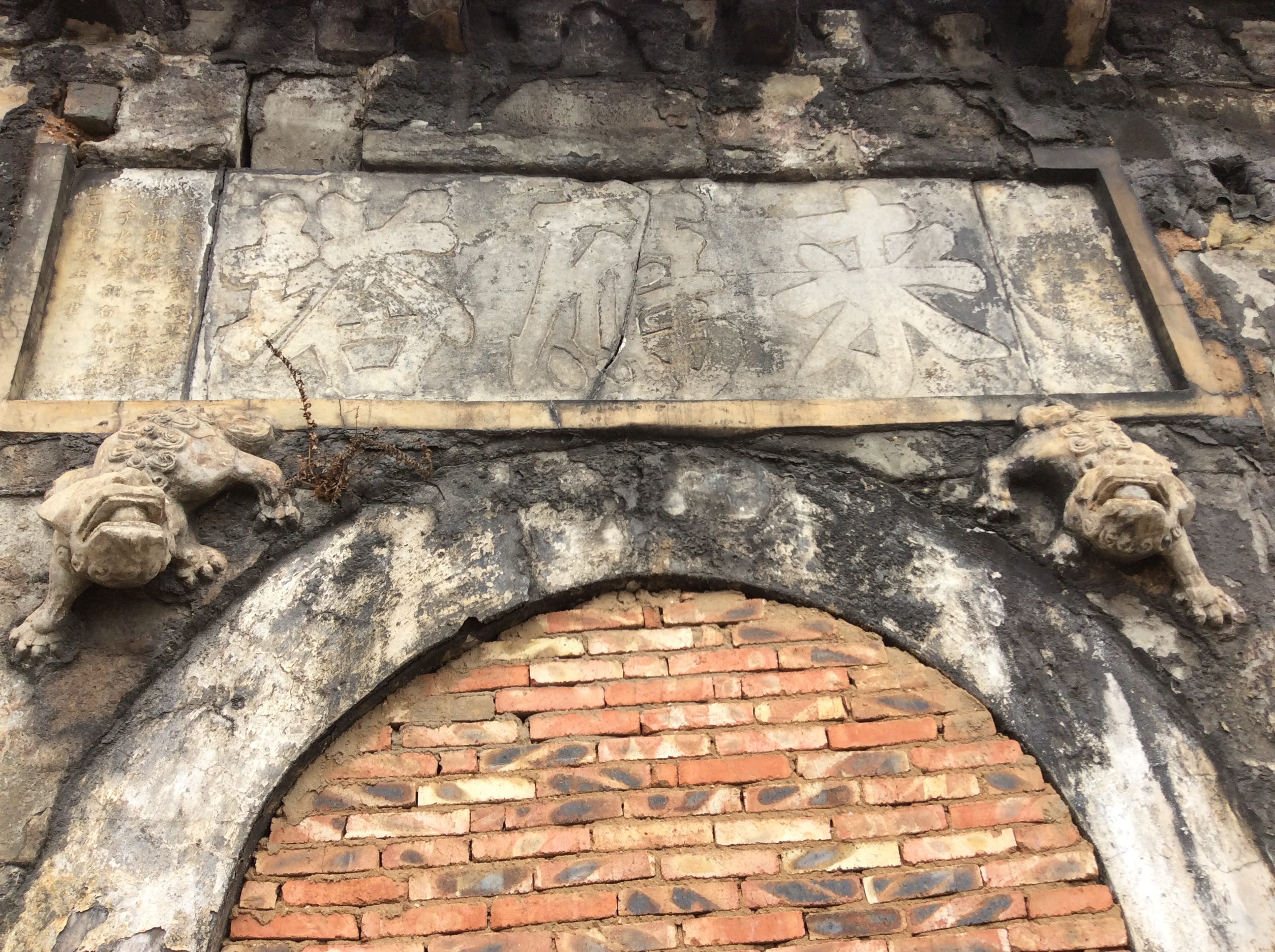
衡阳来雁塔匾額

### 清代匾额
清代匾额有龙头匾、素线匾额二种，四围边抹（宋代称为华带），中嵌心字板。边抹雕刻包括三采过桥，流云拱身宋龙，深三寸，称之龙匾，龙匾供奉御书。素线匾用于亭、台、斋、阁之名。
许多清代匾额有汉字和满文两种文字。
根据清代《武英殿镌刻匾额现行则例》，御笔匾额的匾面用粉油青色，其上金字需用金箔，一个一尺八寸的金字，需金箔588张。

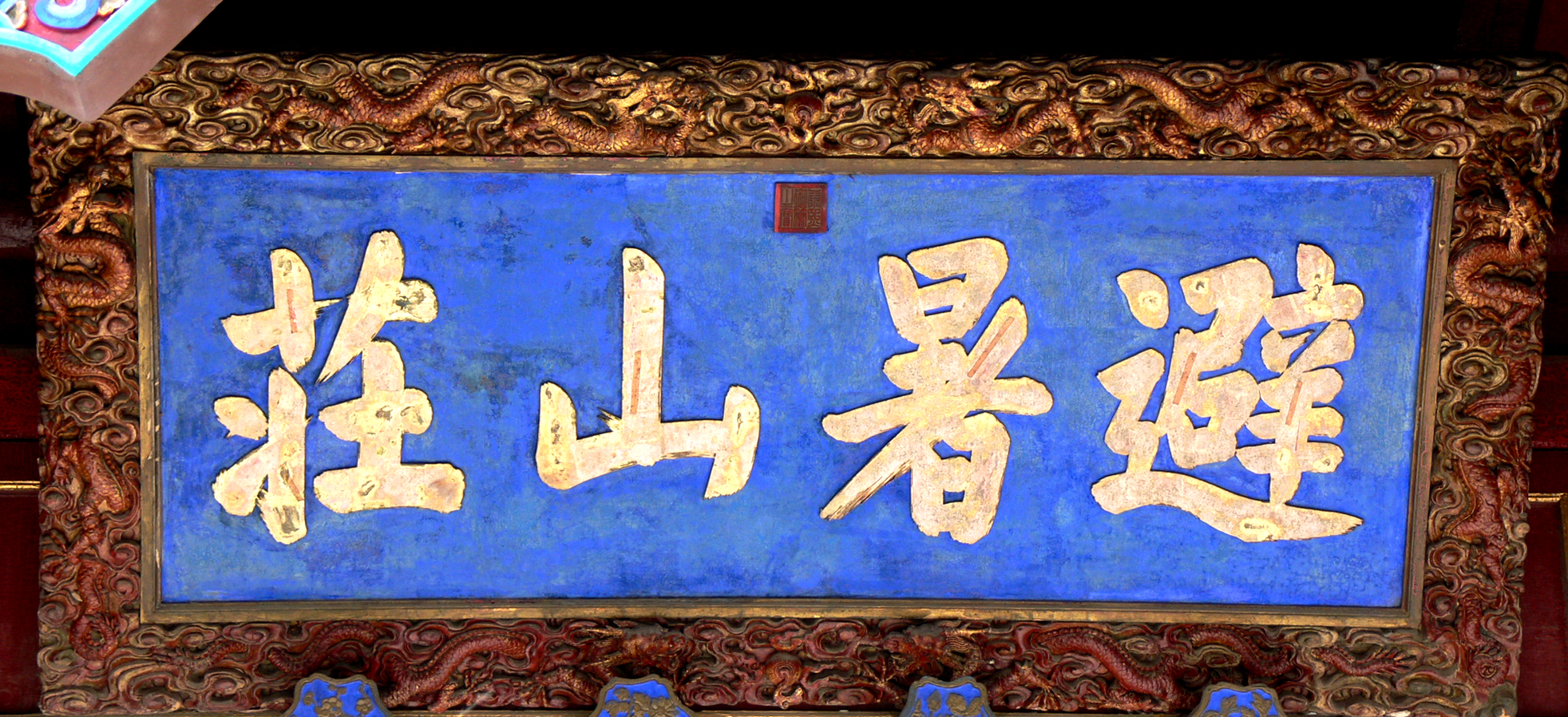
避暑山庄康熙御笔御印龙匾
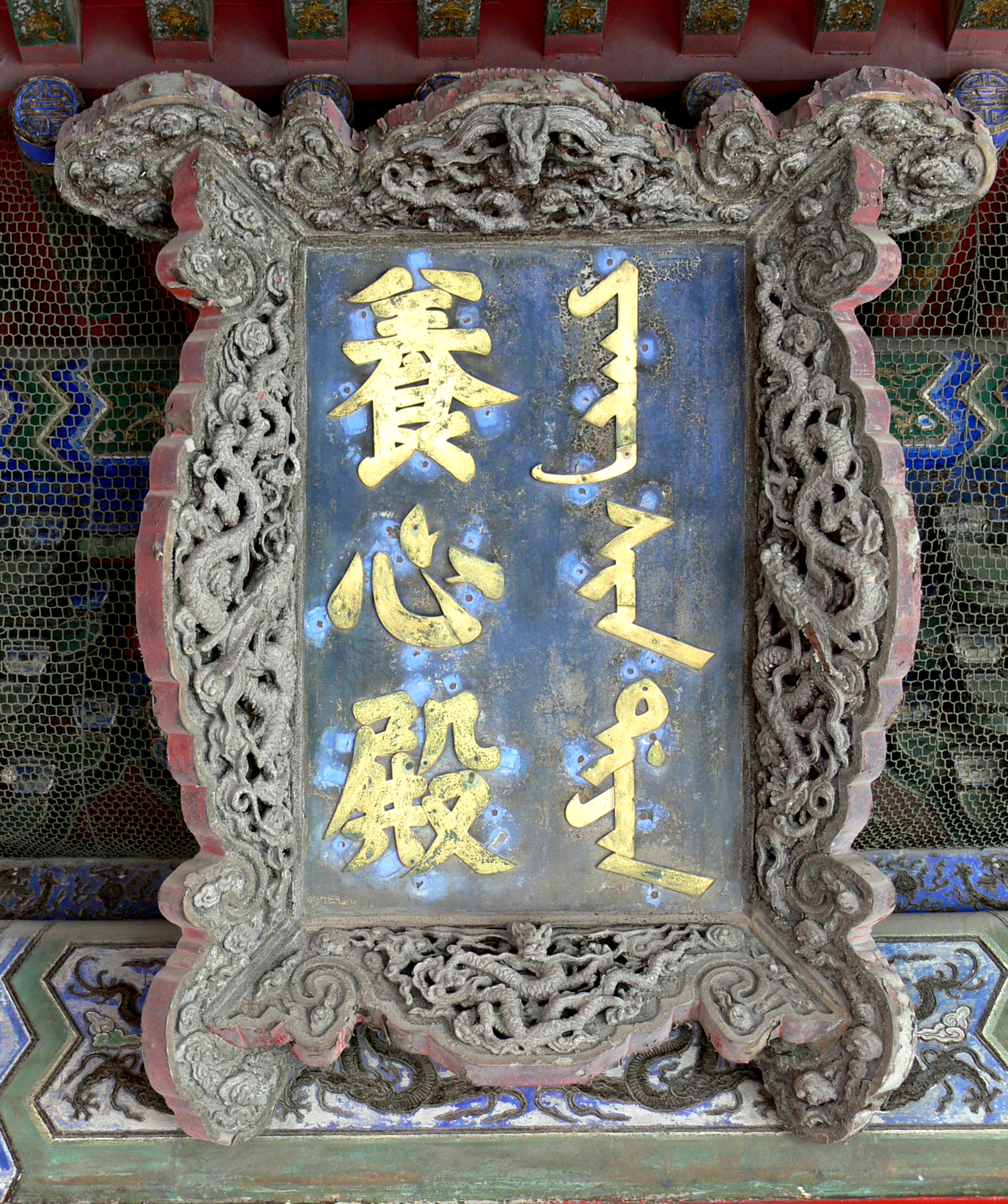
养心殿匾额
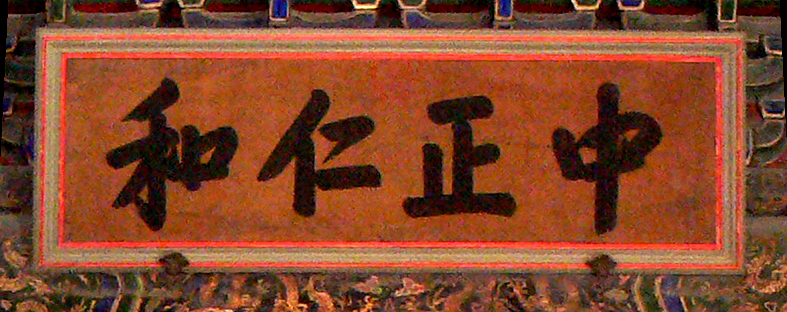
养心殿雍正御笔中正仁和匾
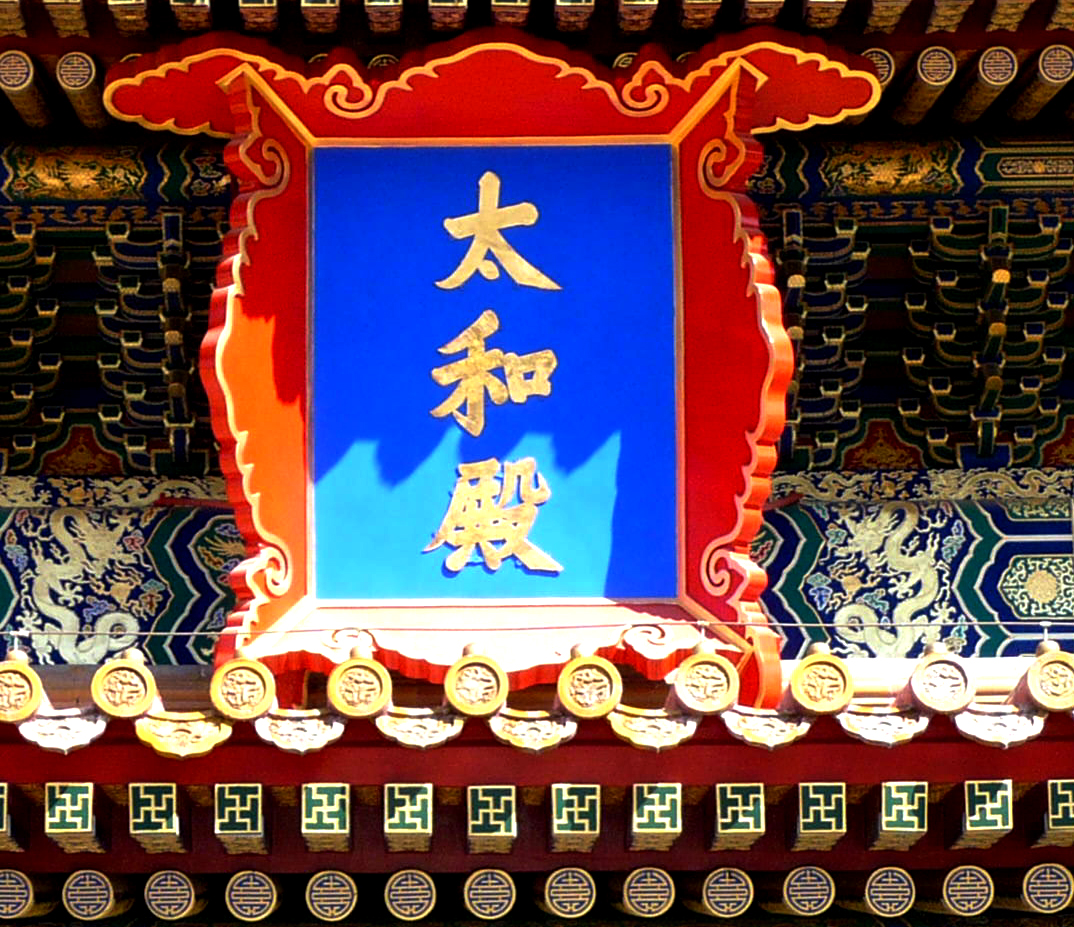
太和殿匾额
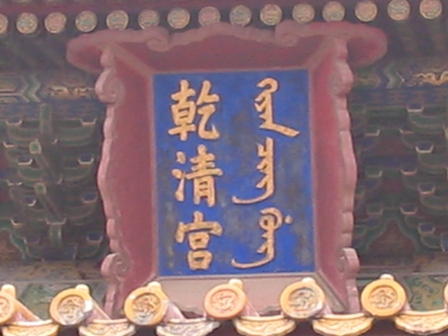
乾清宮匾
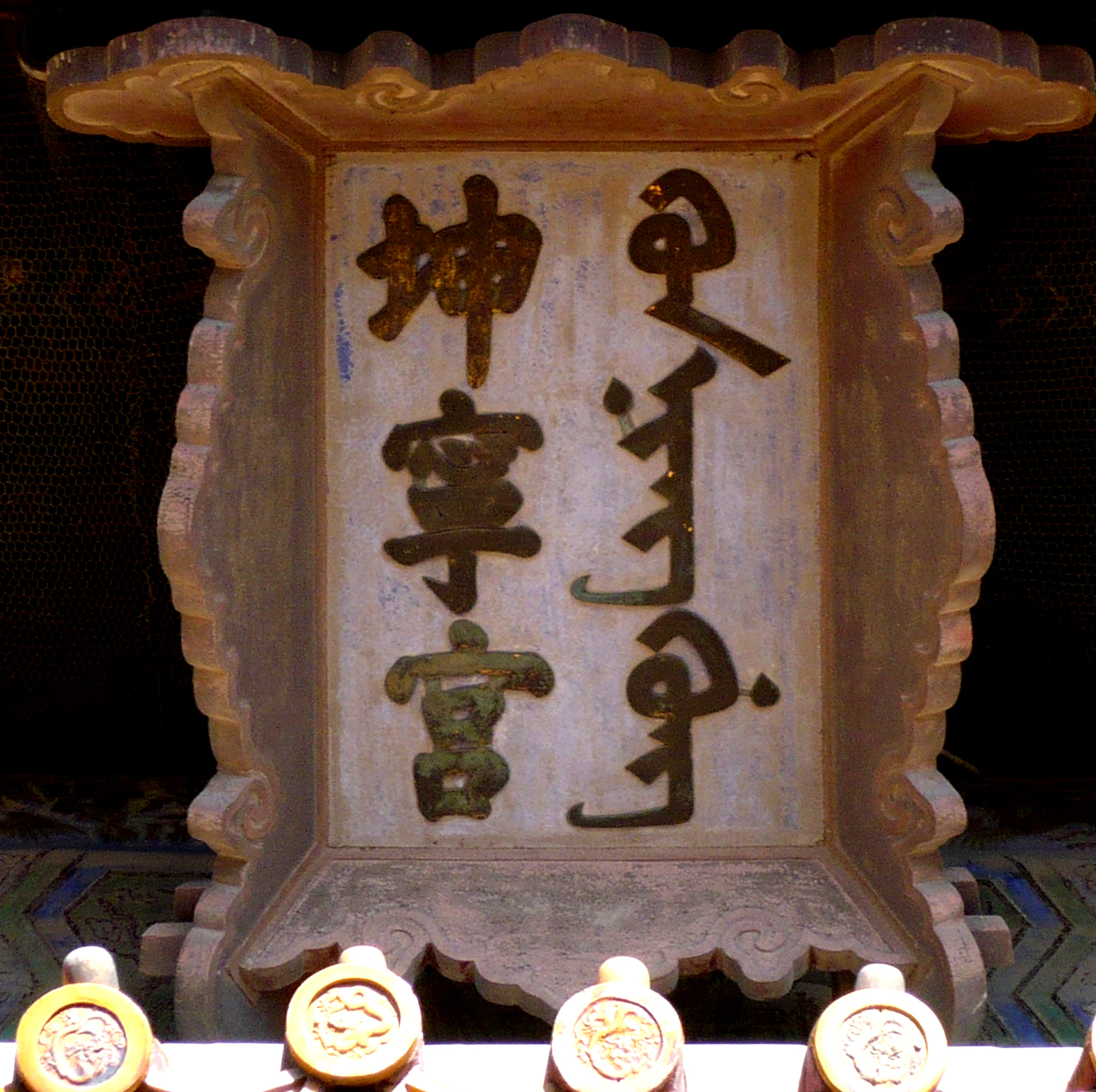
坤宁宫匾额
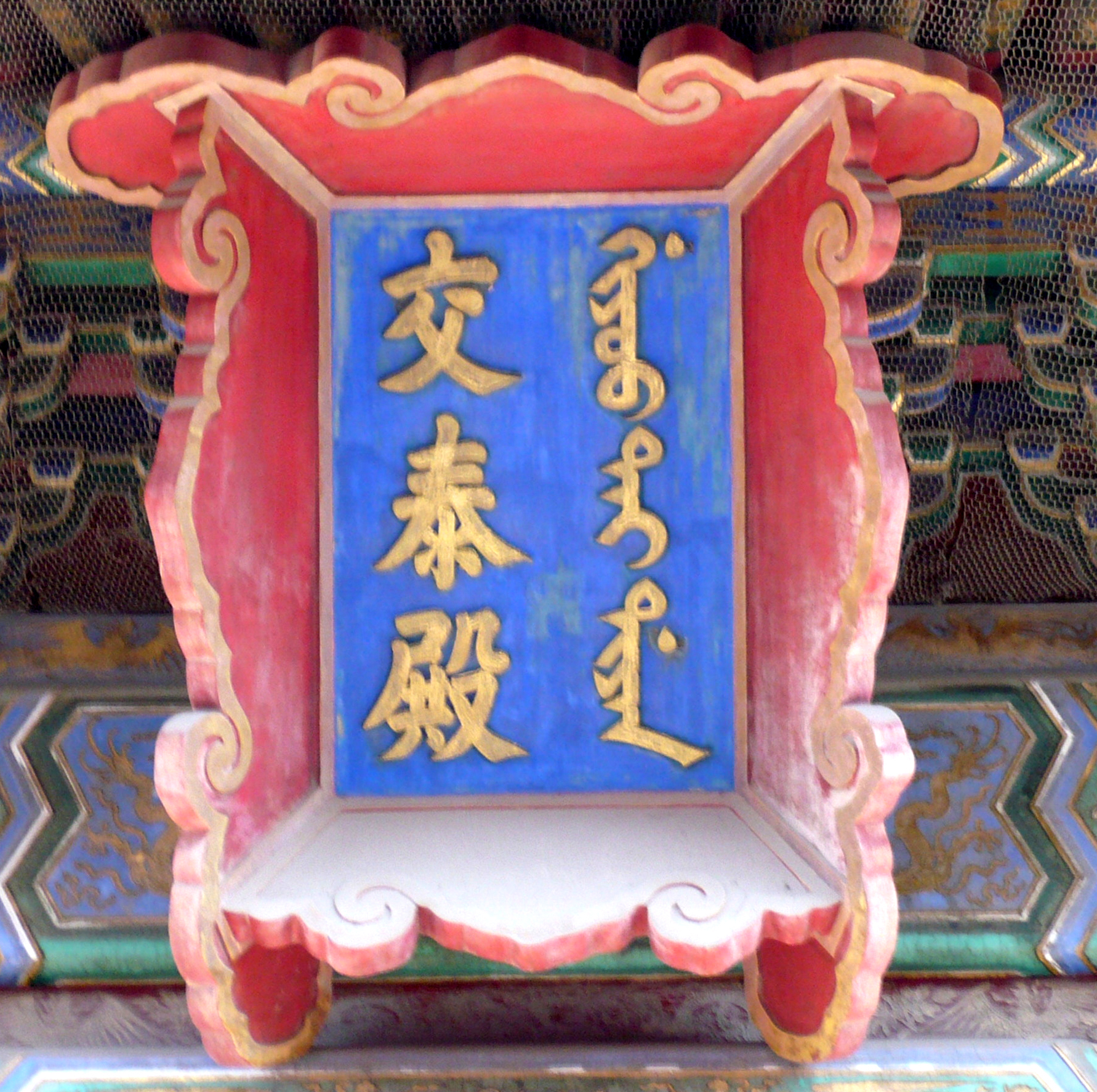
交泰殿匾额
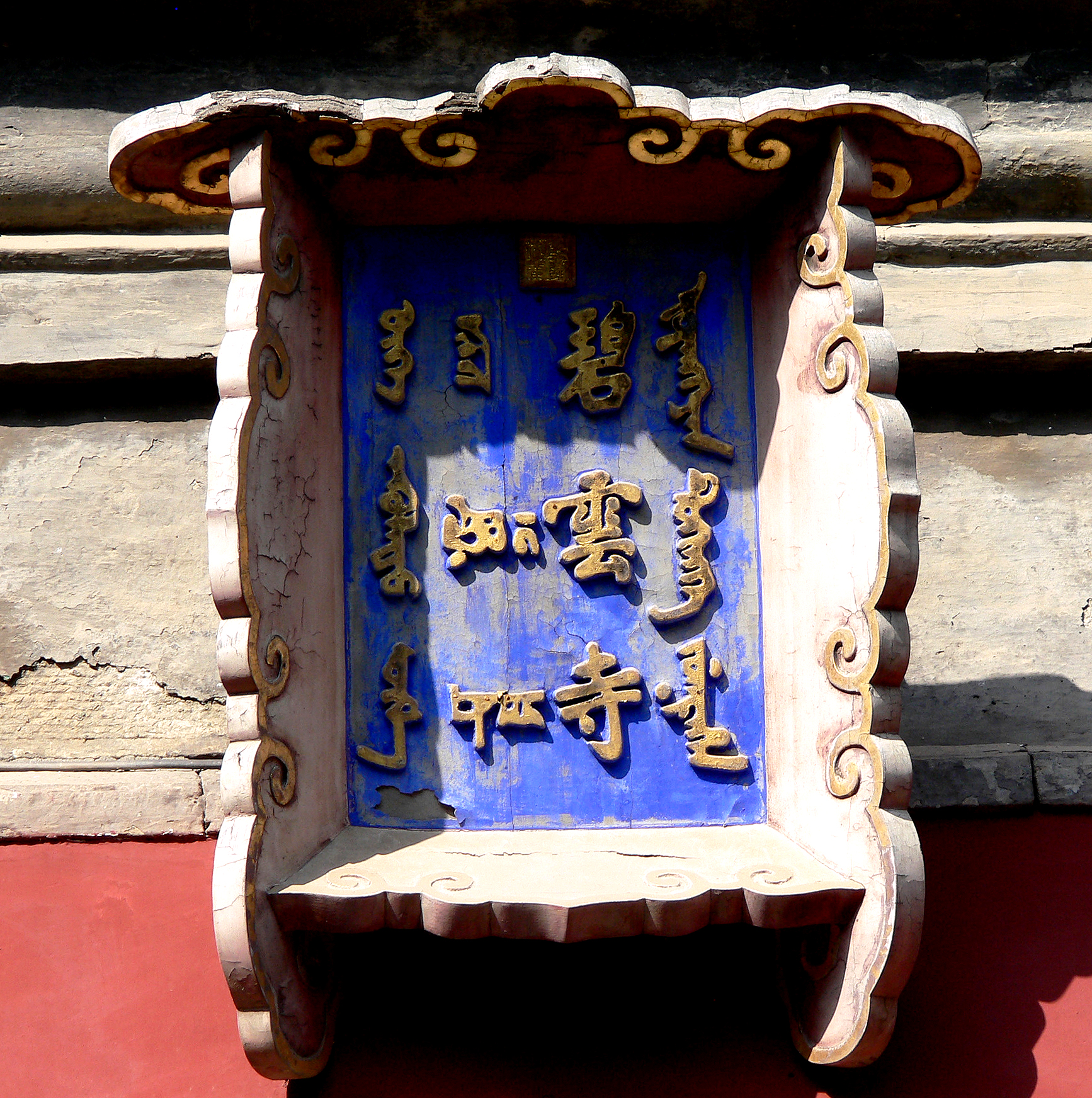
碧云寺匾额
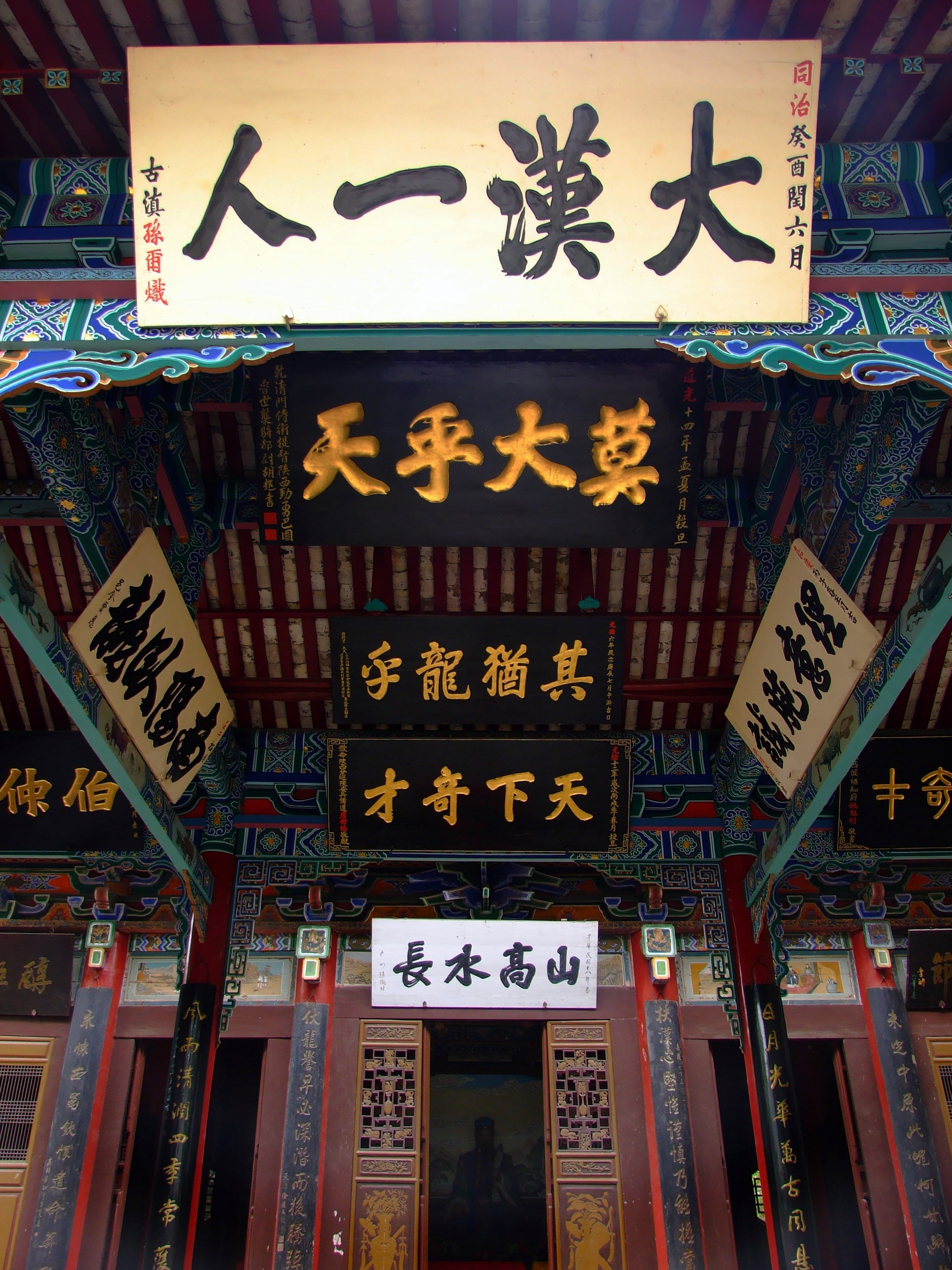
汉中武侯祠中历代名人的题匾
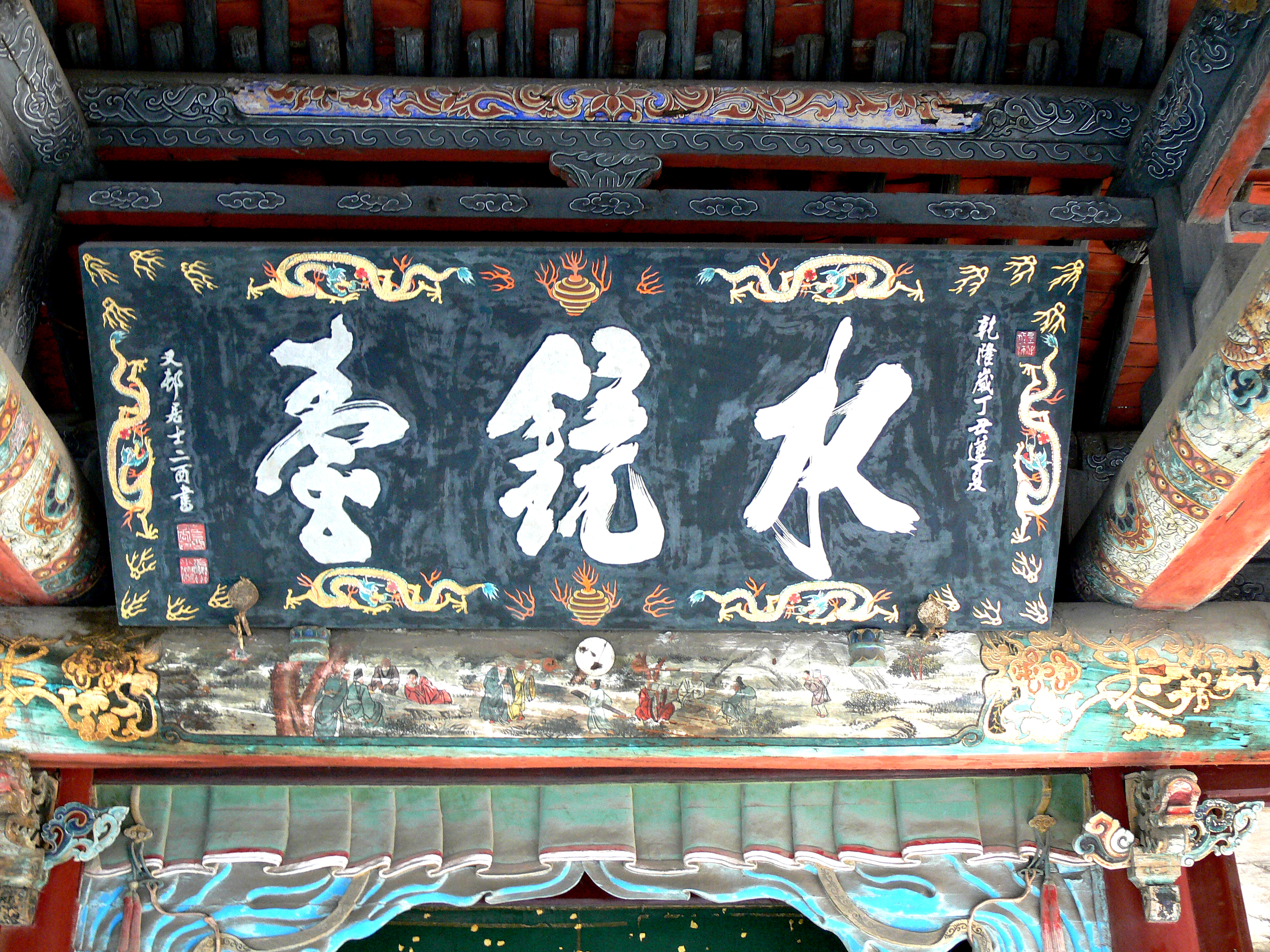
乾隆年间晋祠水镜台匾额
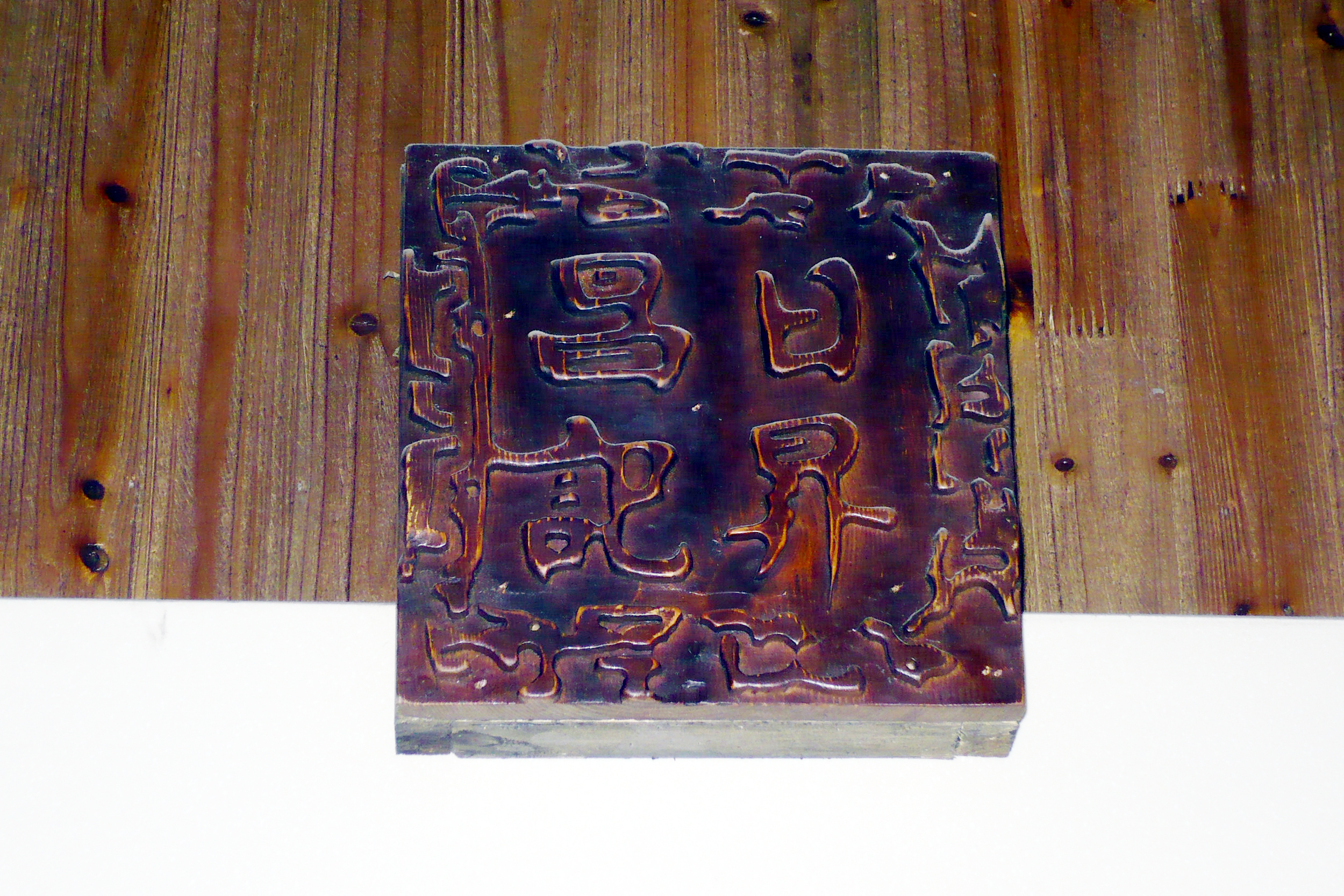
日昇昌記铜匾额
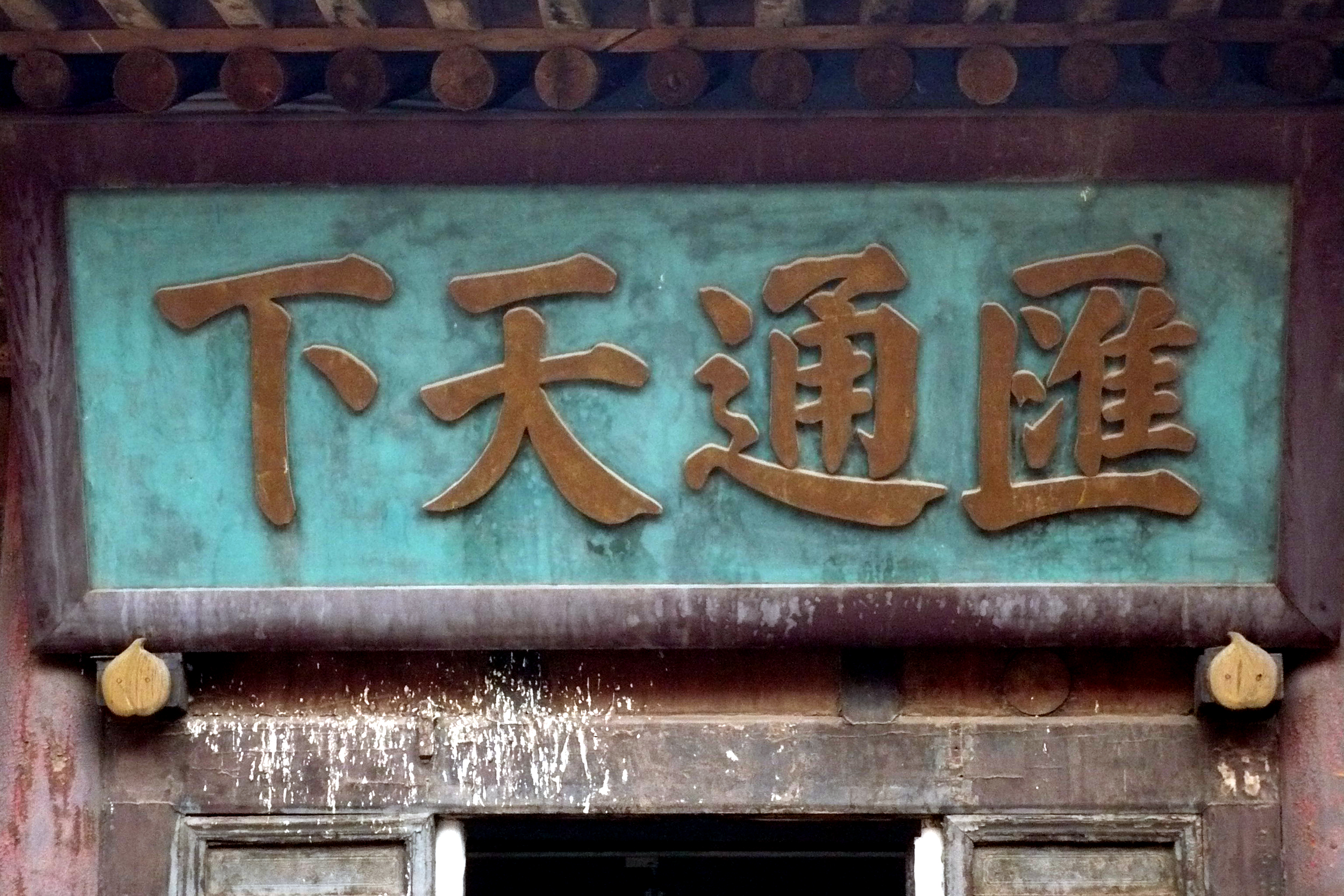
日昇昌匯通天下匾額
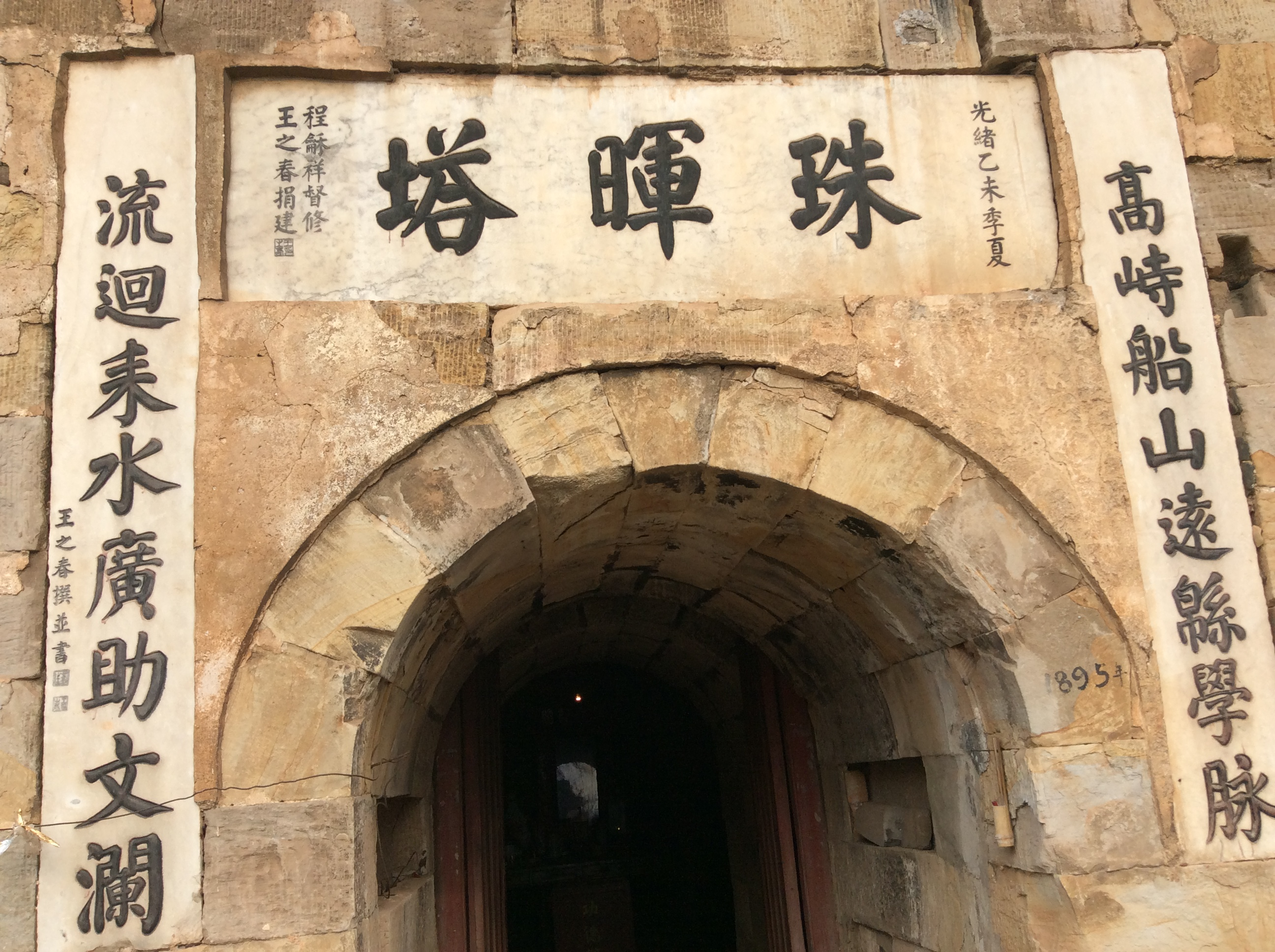
衡阳珠晖塔匾额

### 舫匾
清代扬州的画舫多悬挂二字、三字、四字匾，如乘龙、载鹤、如意船、镜中游、花月双清、平安吉庆等。

## 日本匾额

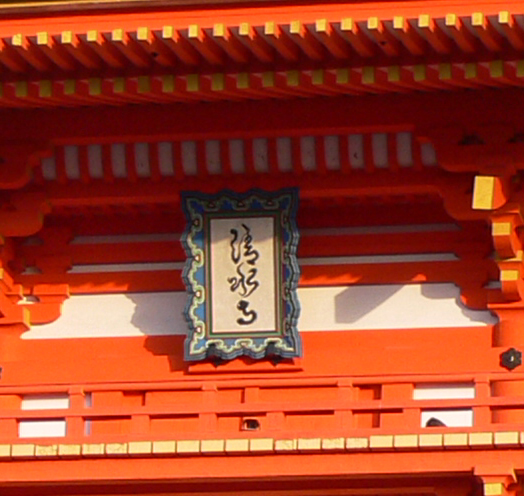
日本京都清水寺匾额
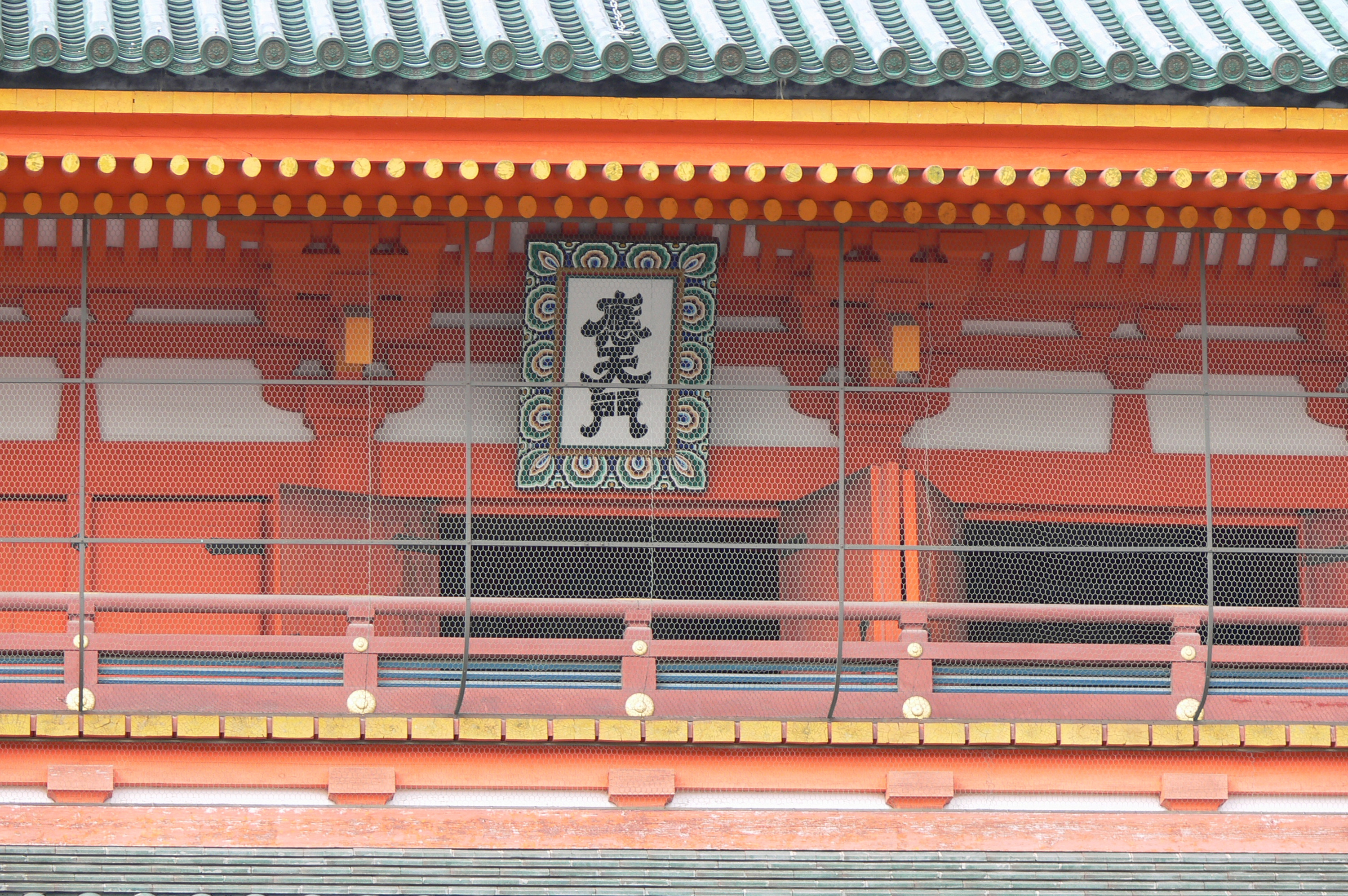
京都应天门匾额
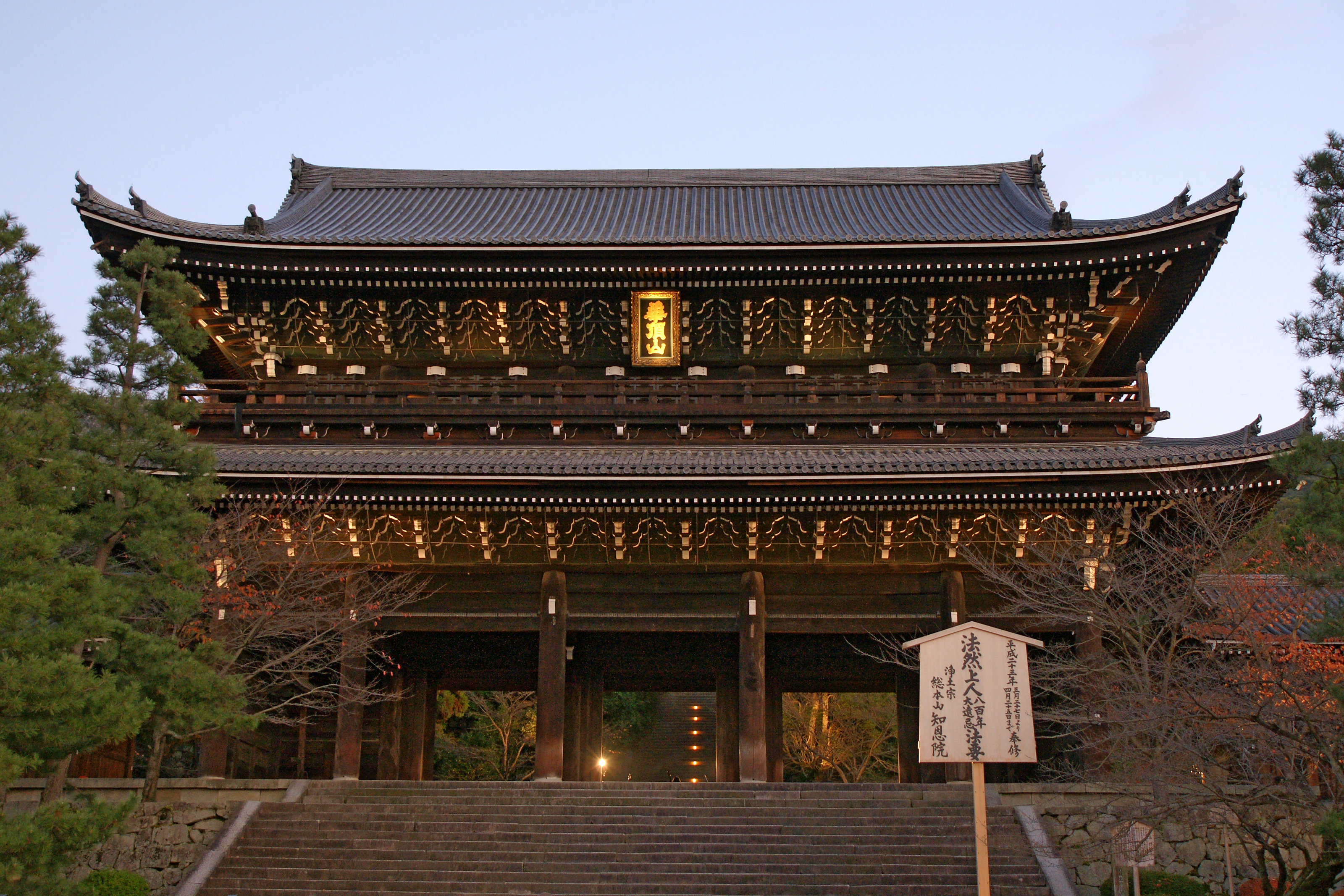
京都知恩院匾额
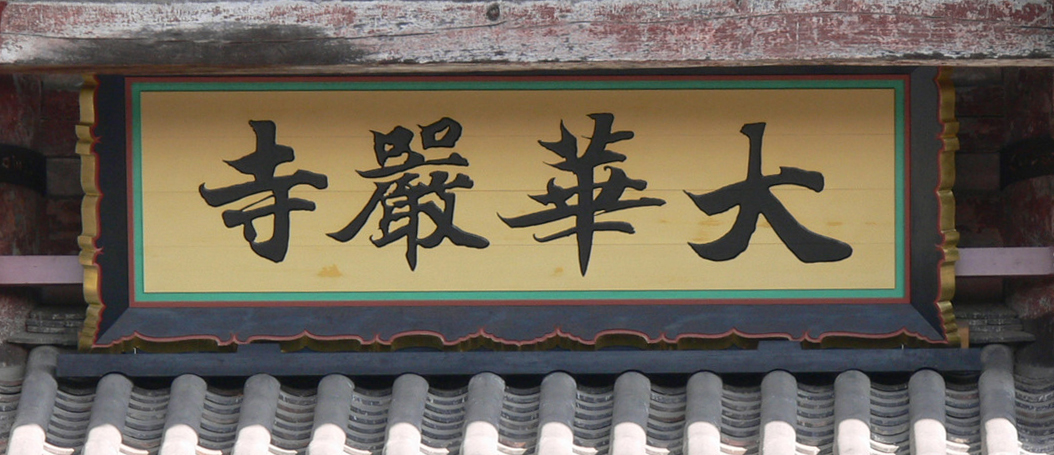
日本大华严寺匾额
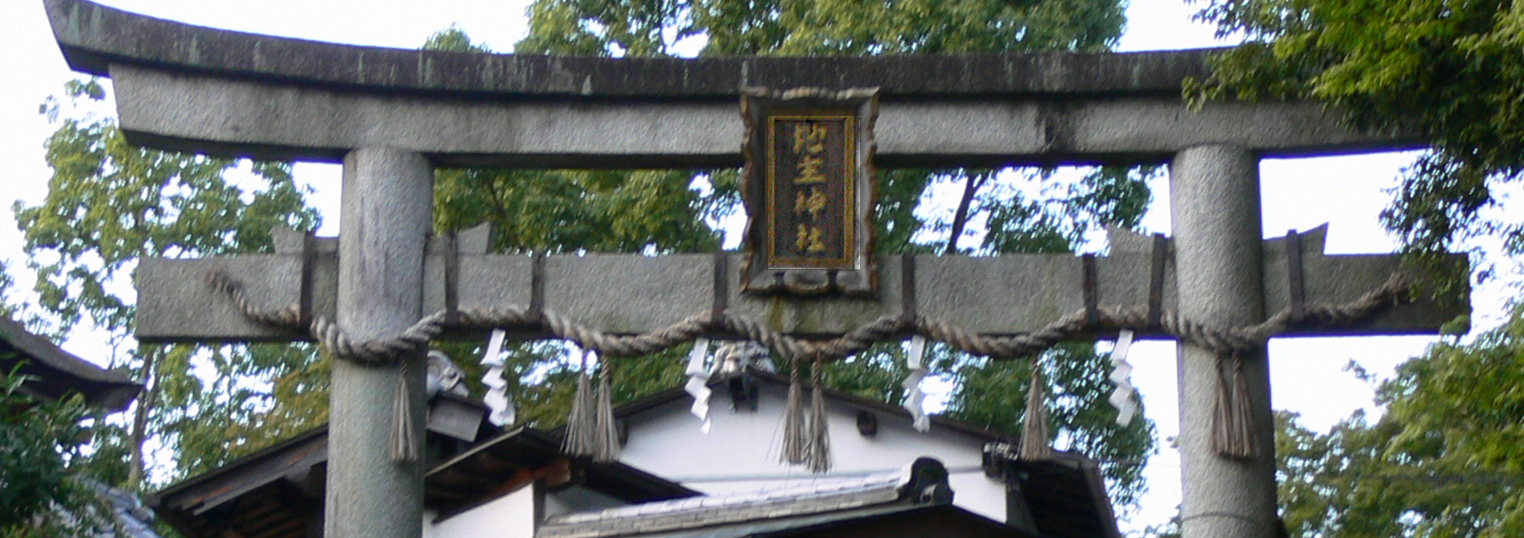
京都地主神社匾额
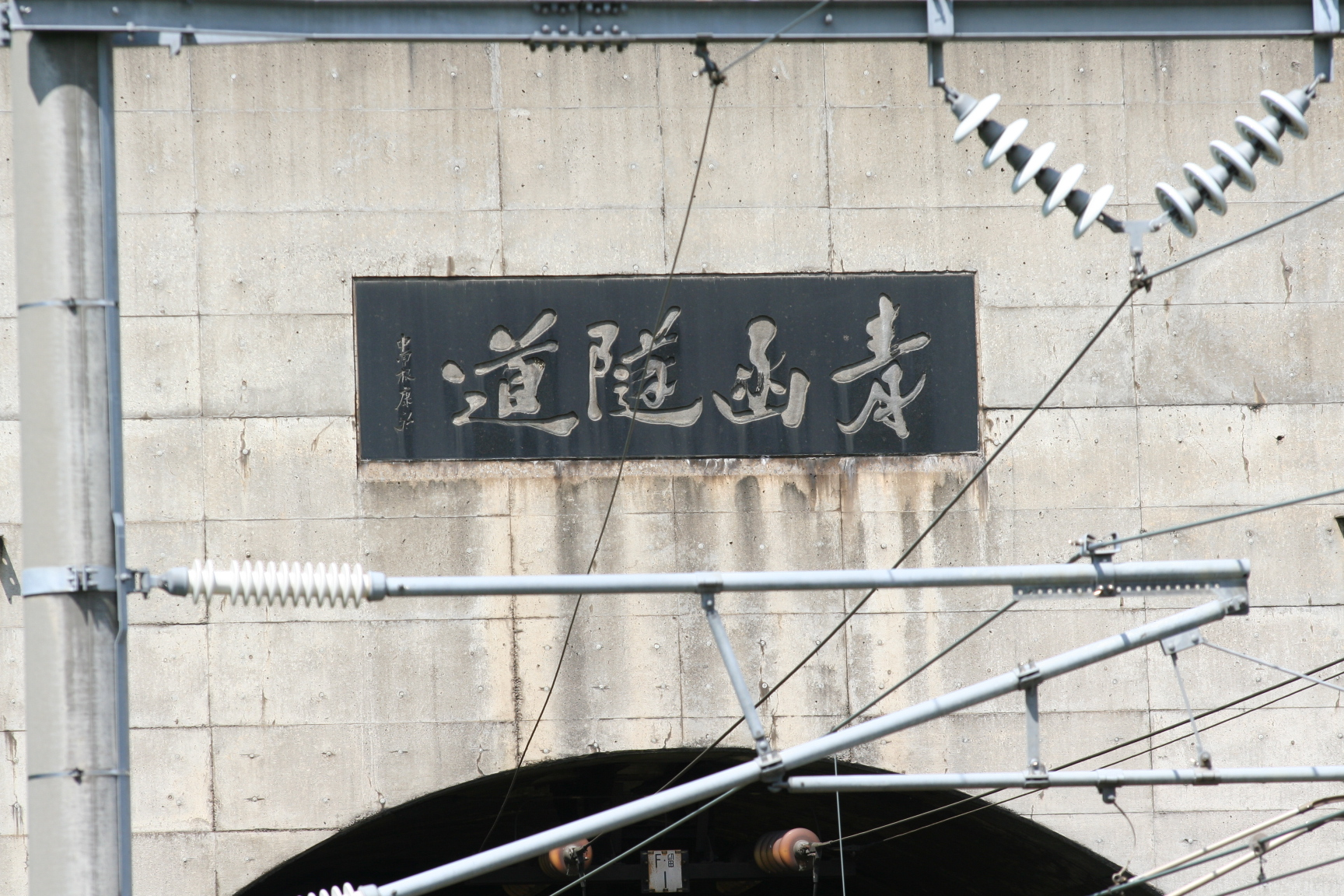
青函隧道出入口的匾额

## 臺灣匾額

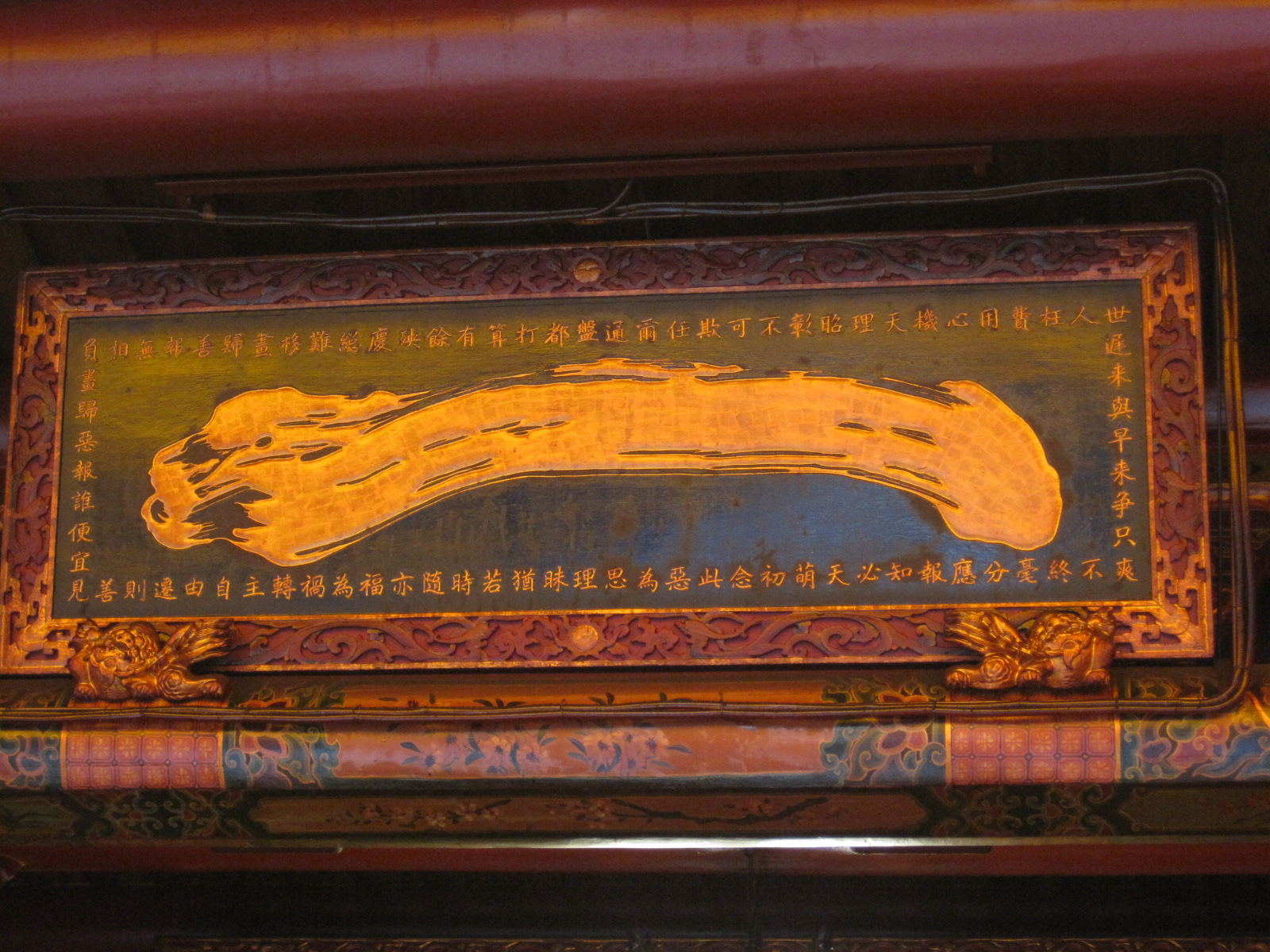
臺灣首廟天壇正殿的「一」字匾。
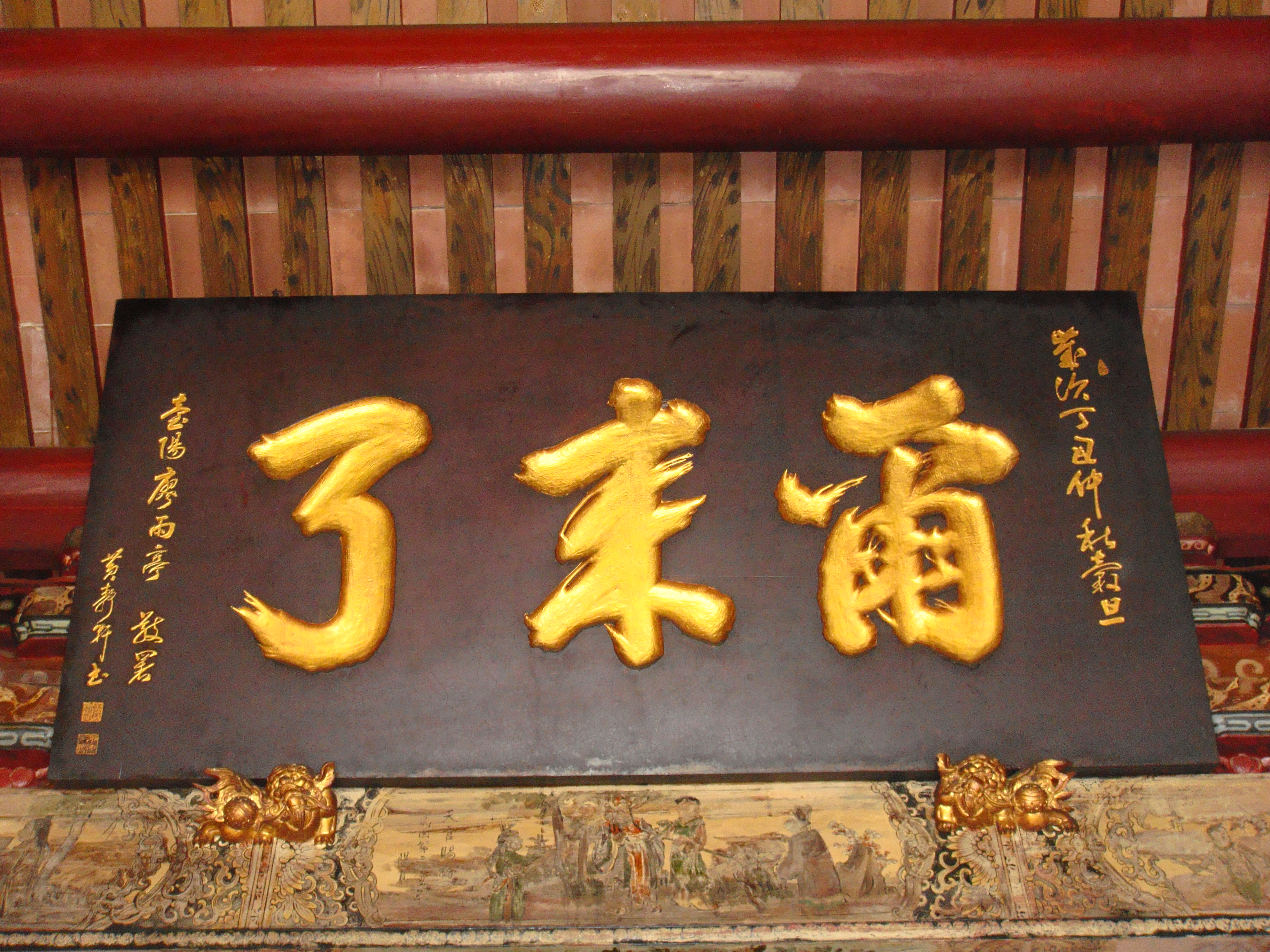
臺灣府城隍廟「爾來了」匾
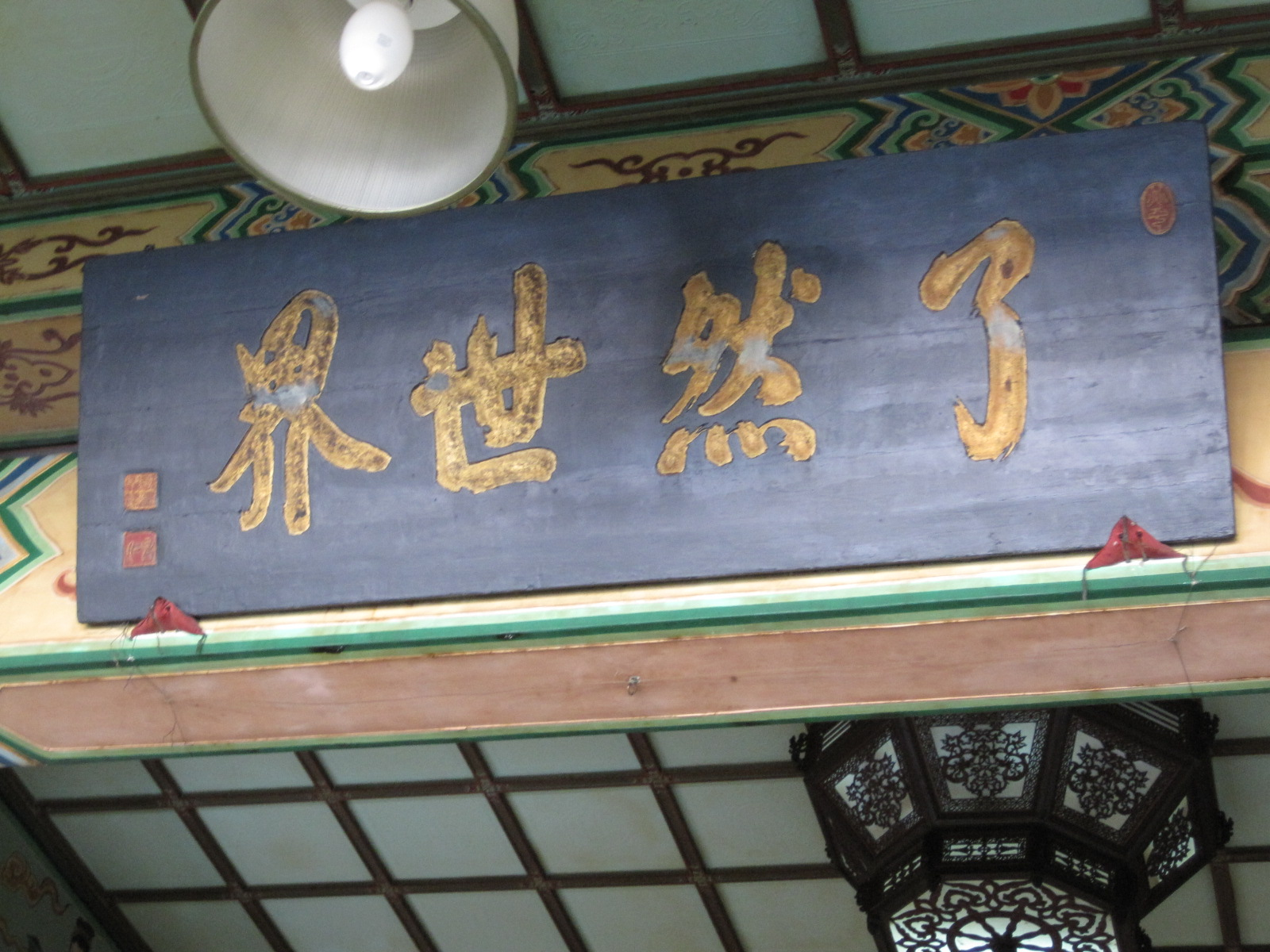
臺南竹溪寺「了然世界」匾。

## 琉球匾額

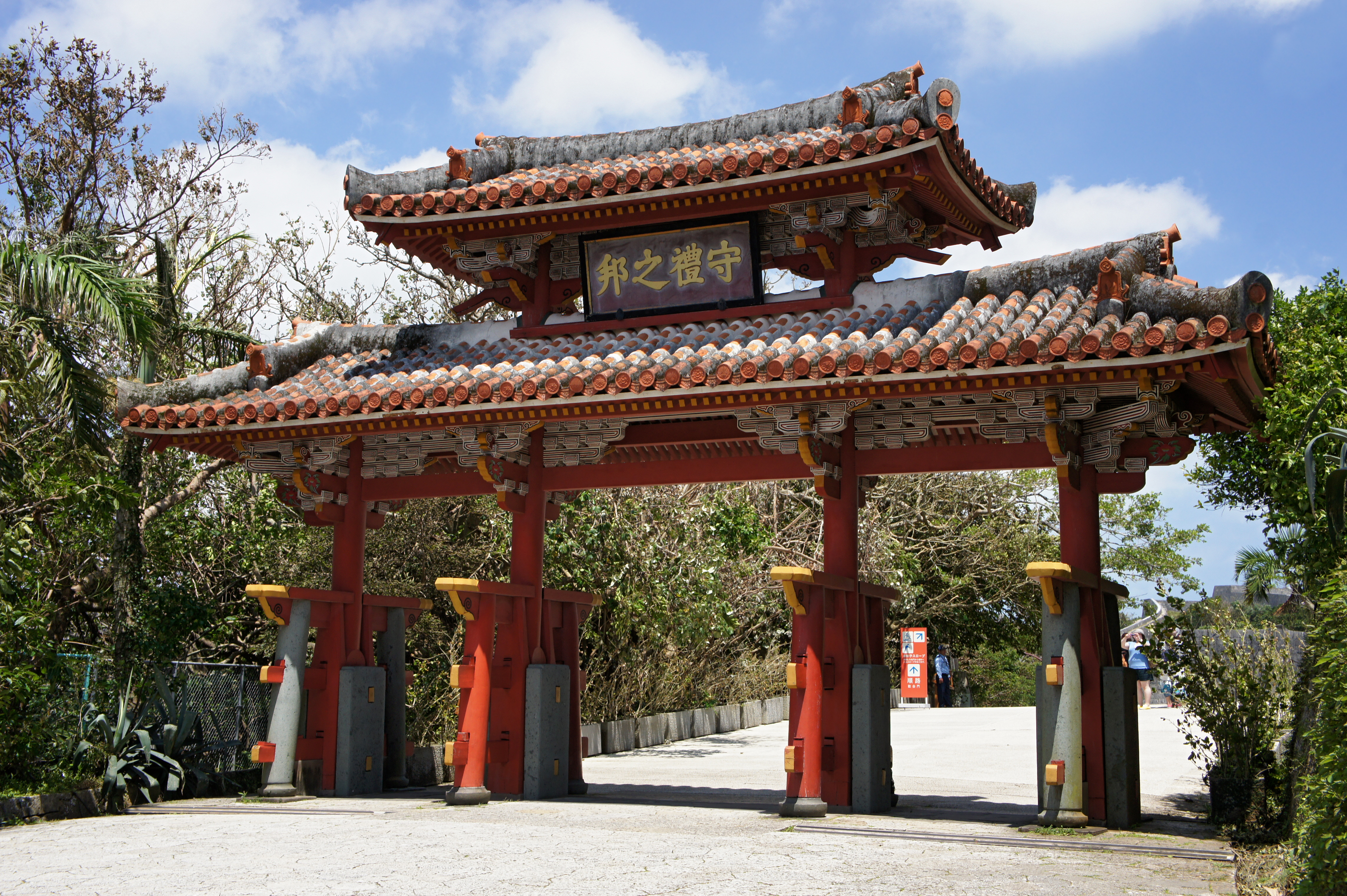
那覇首里城守礼门匾额

## 朝鮮匾額

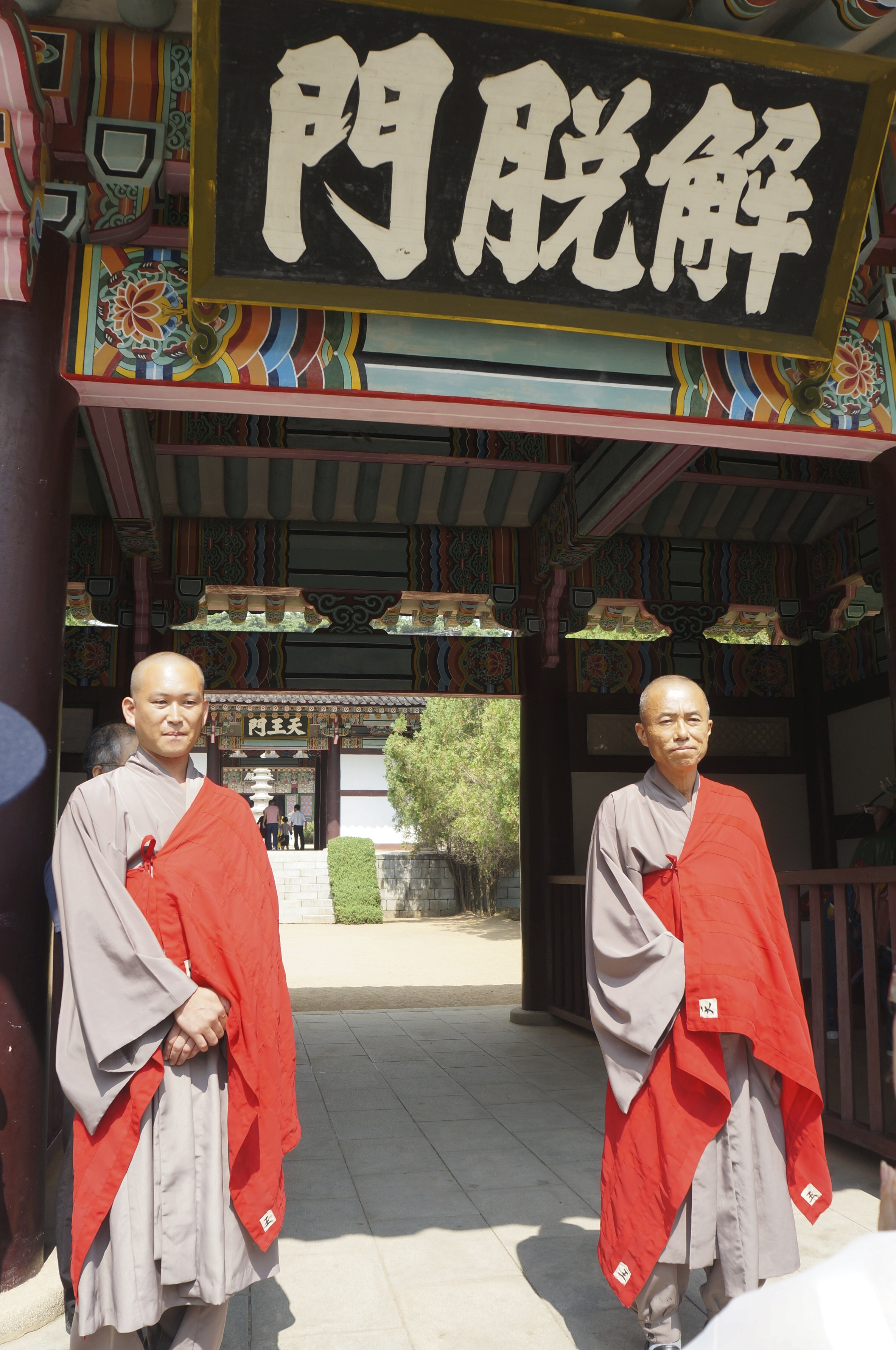
平壤市廣法寺

## 韓國匾額

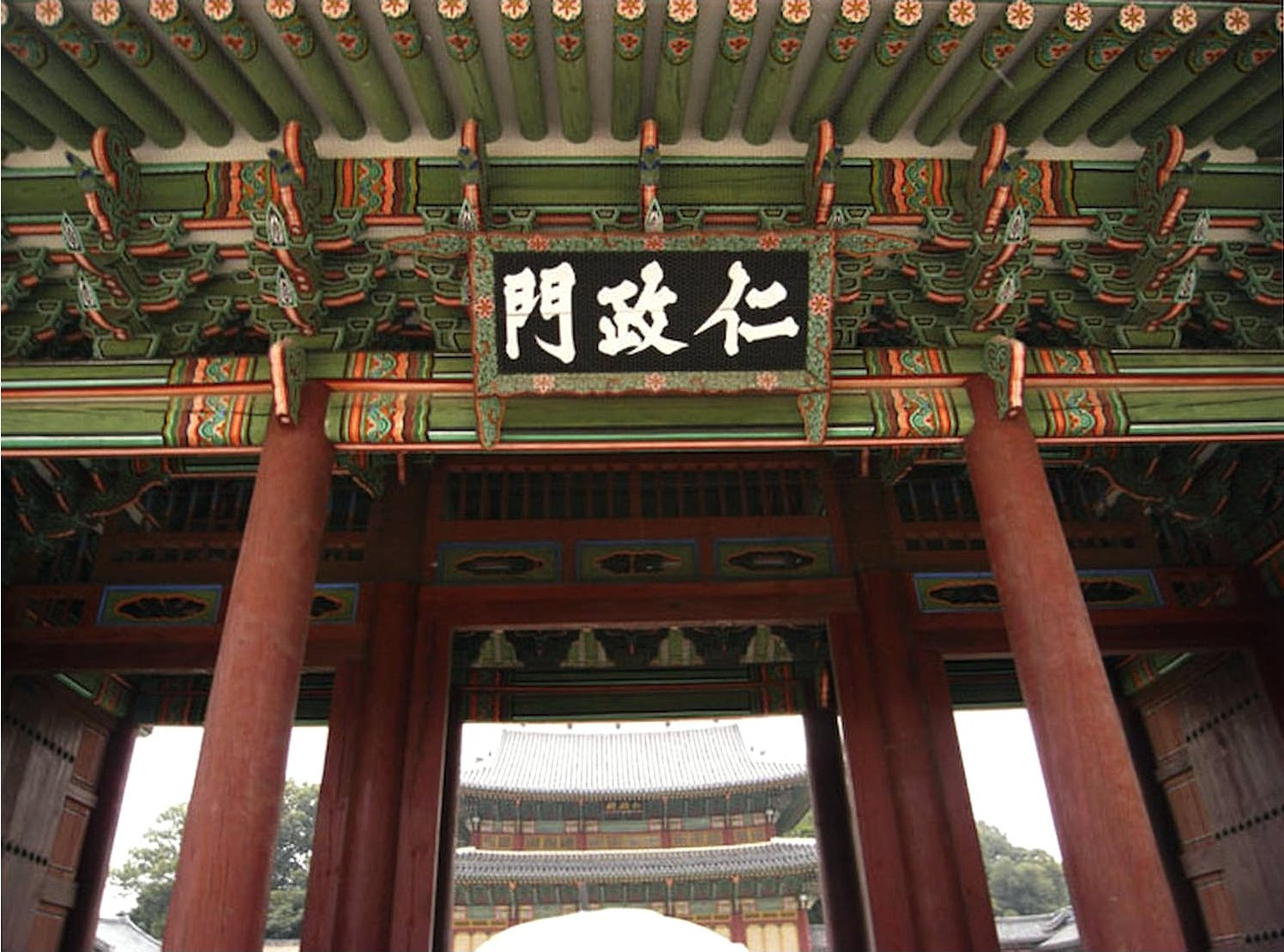
昌德宮仁政門，有橫寫漢文的匾額
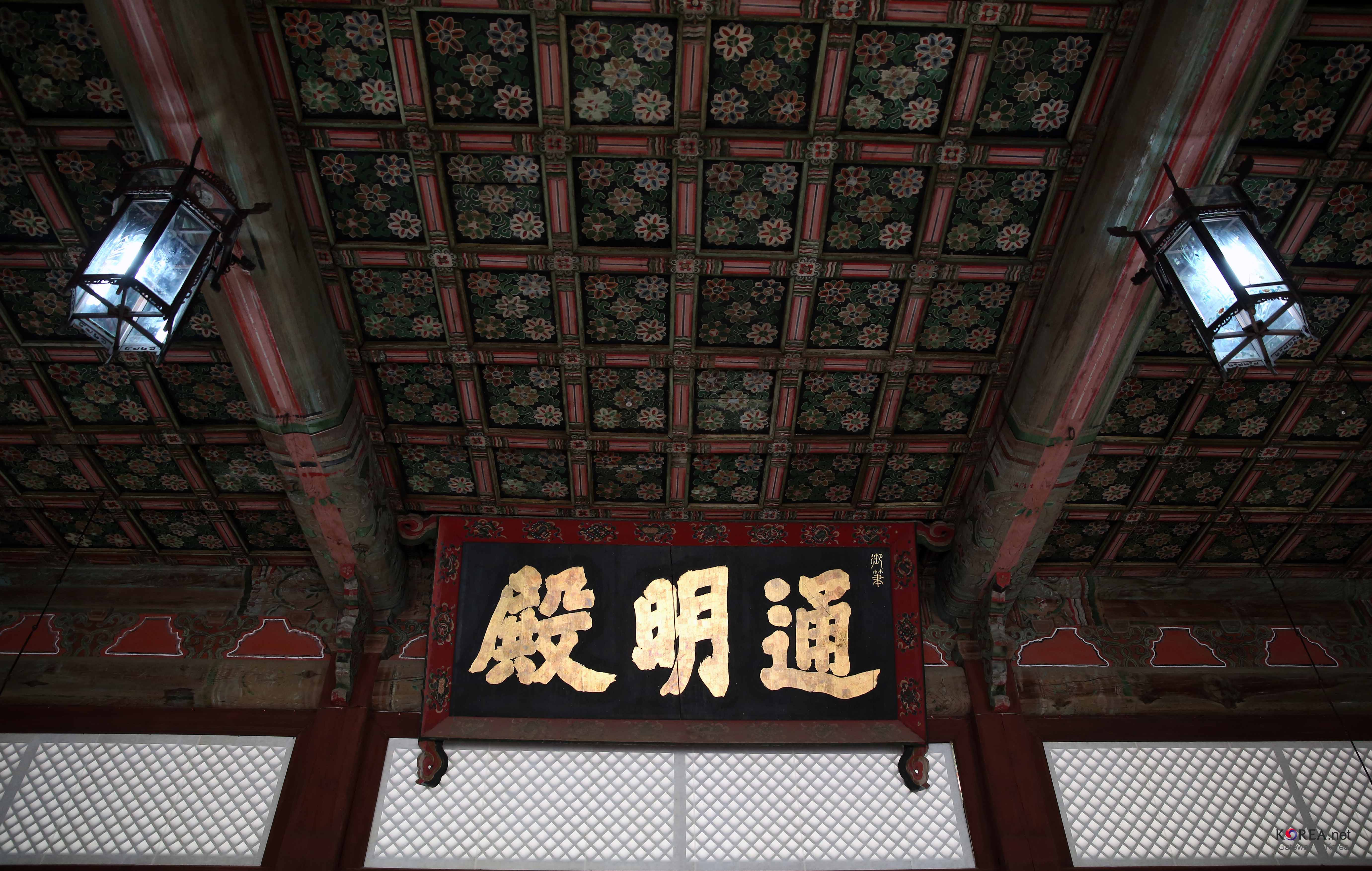
昌慶宮通明殿的匾額
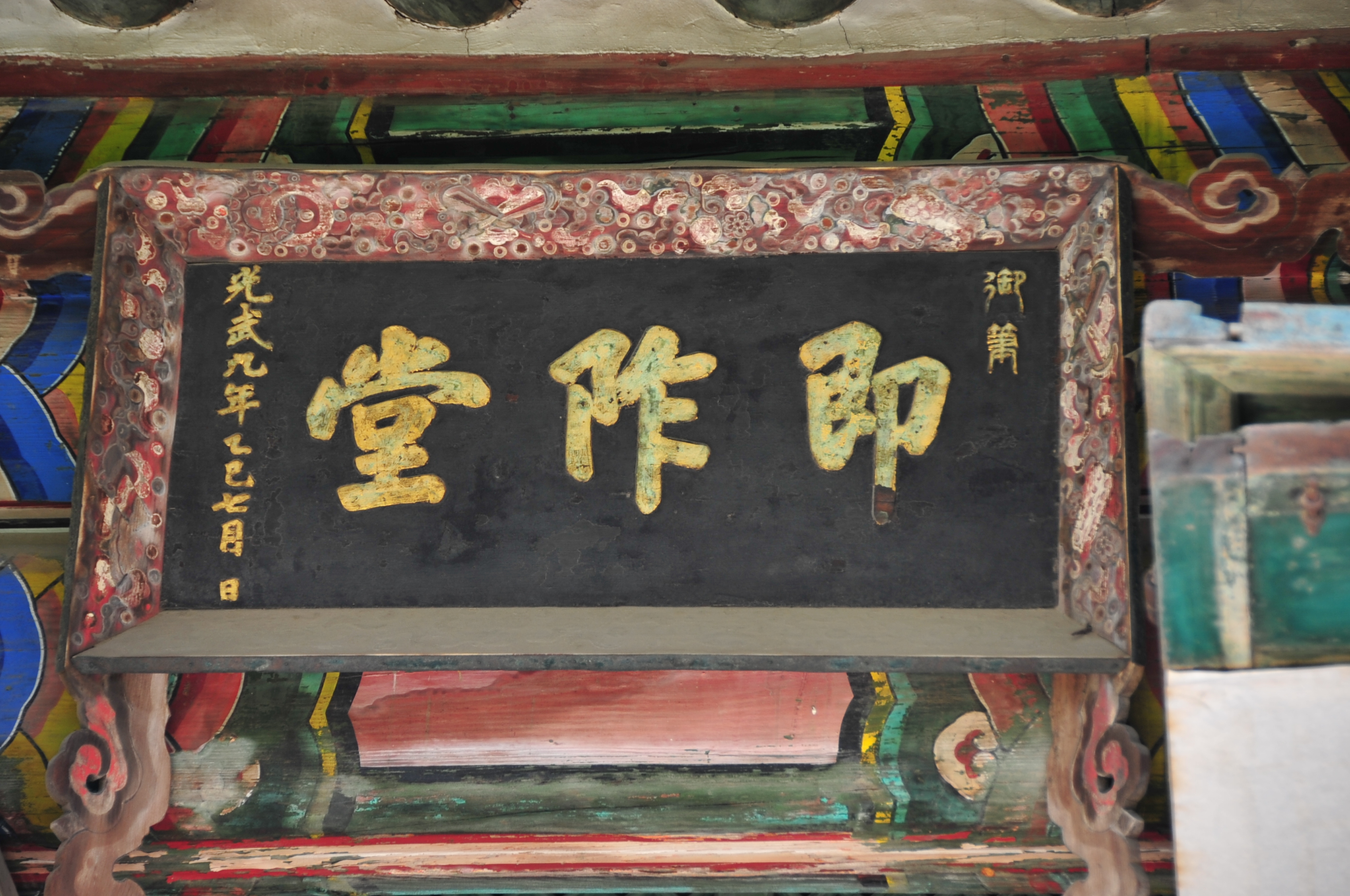
德壽宮即阼堂的匾額
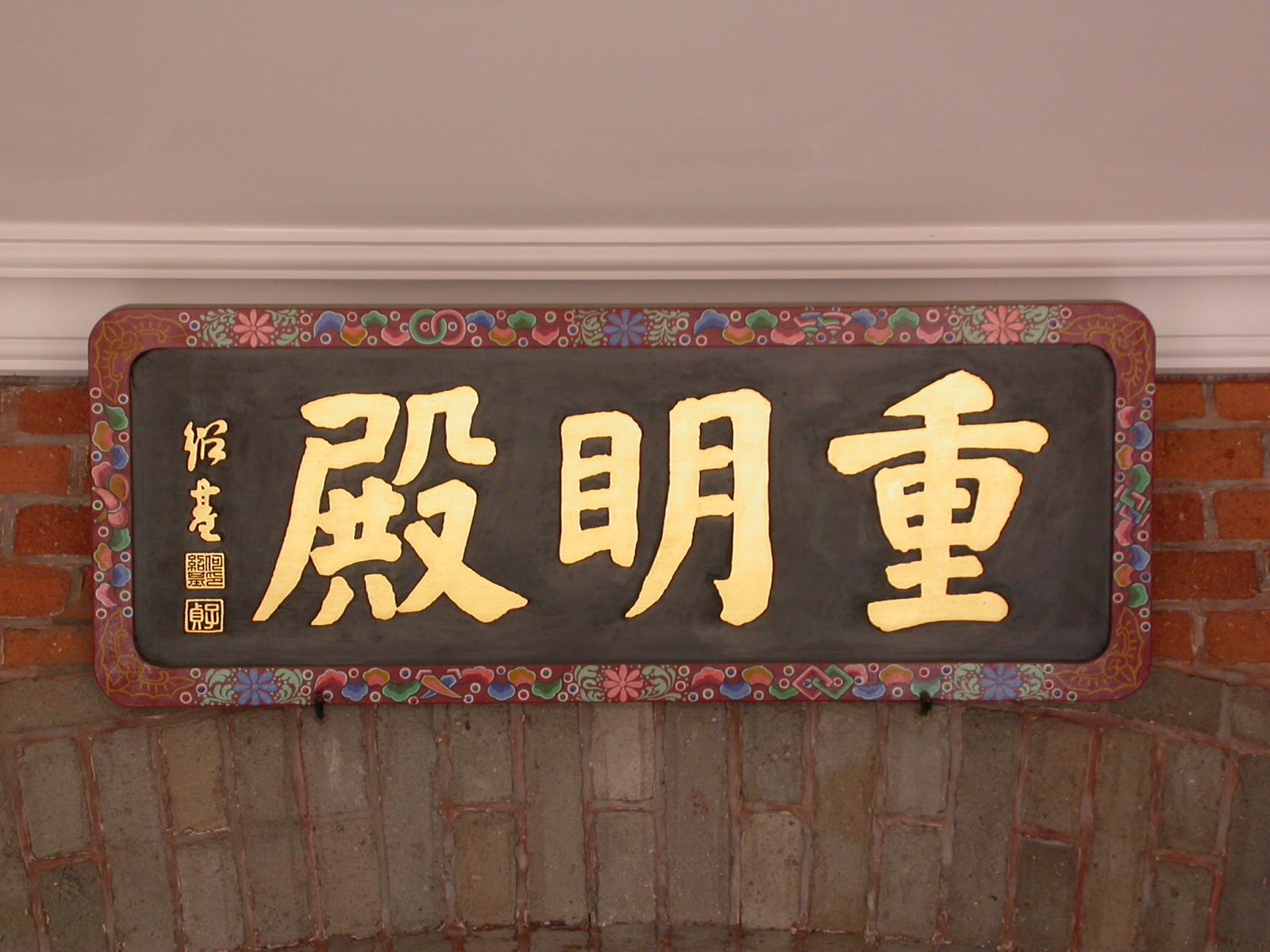
德壽宮重明殿的匾額
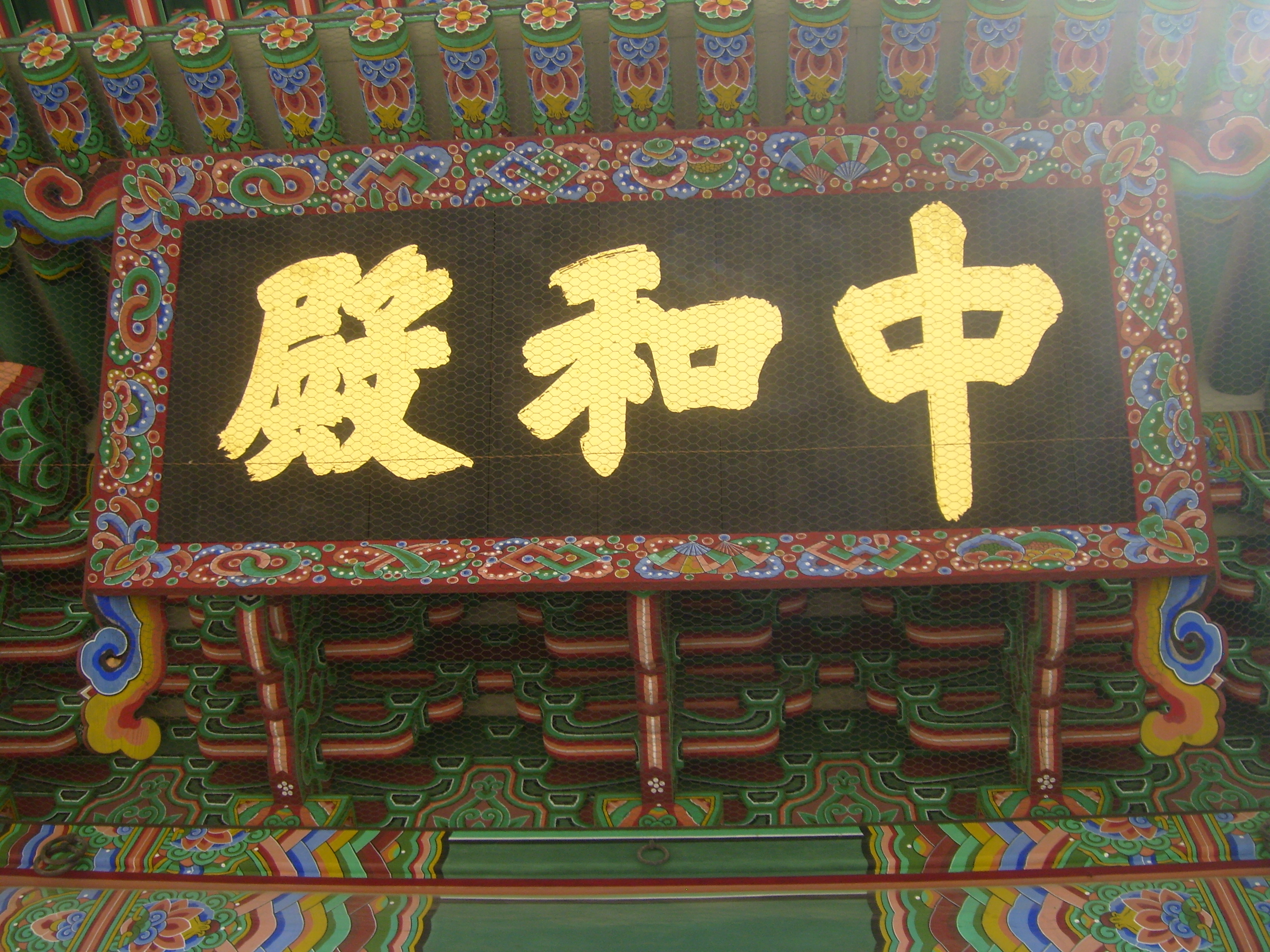
德壽宮中和殿的匾額
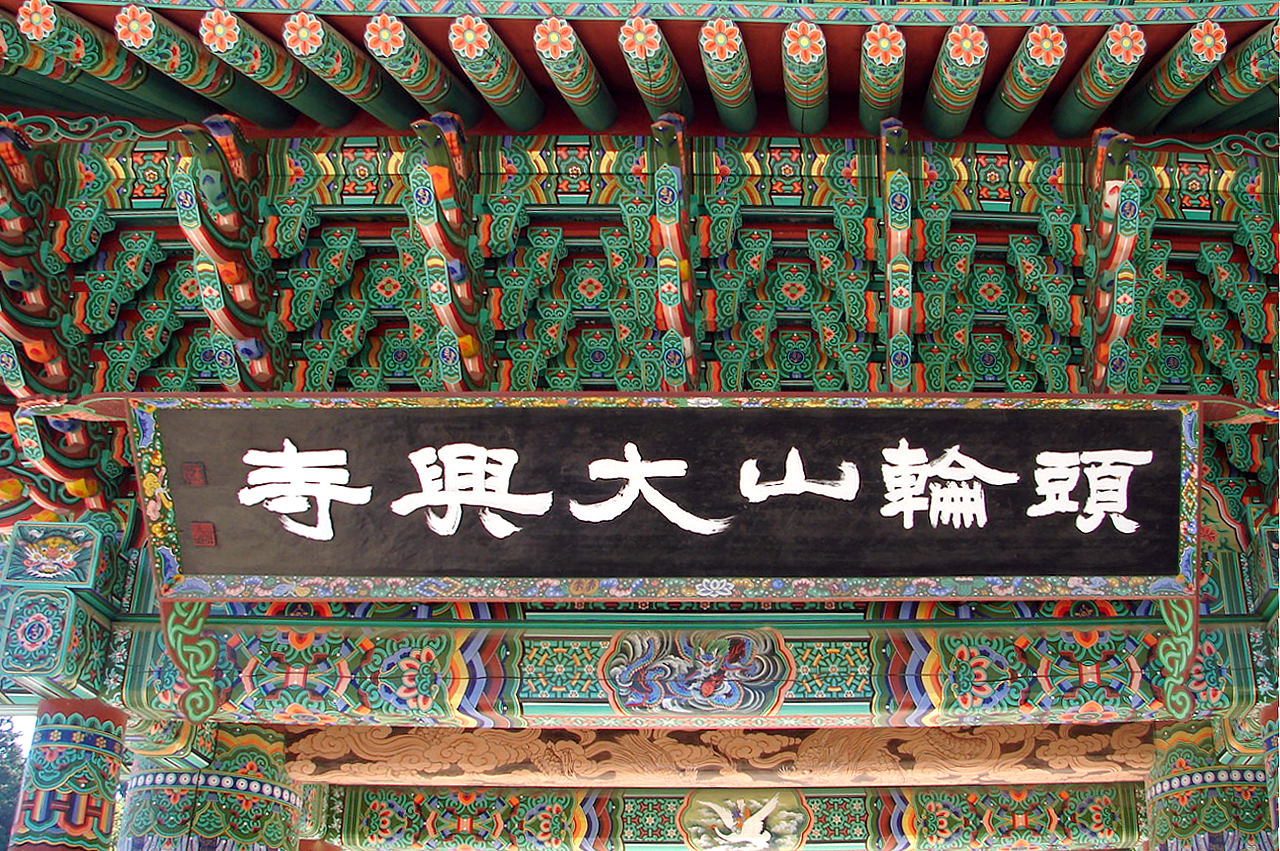
頭輪山（朝鲜语：두륜산）大興寺山門的匾額
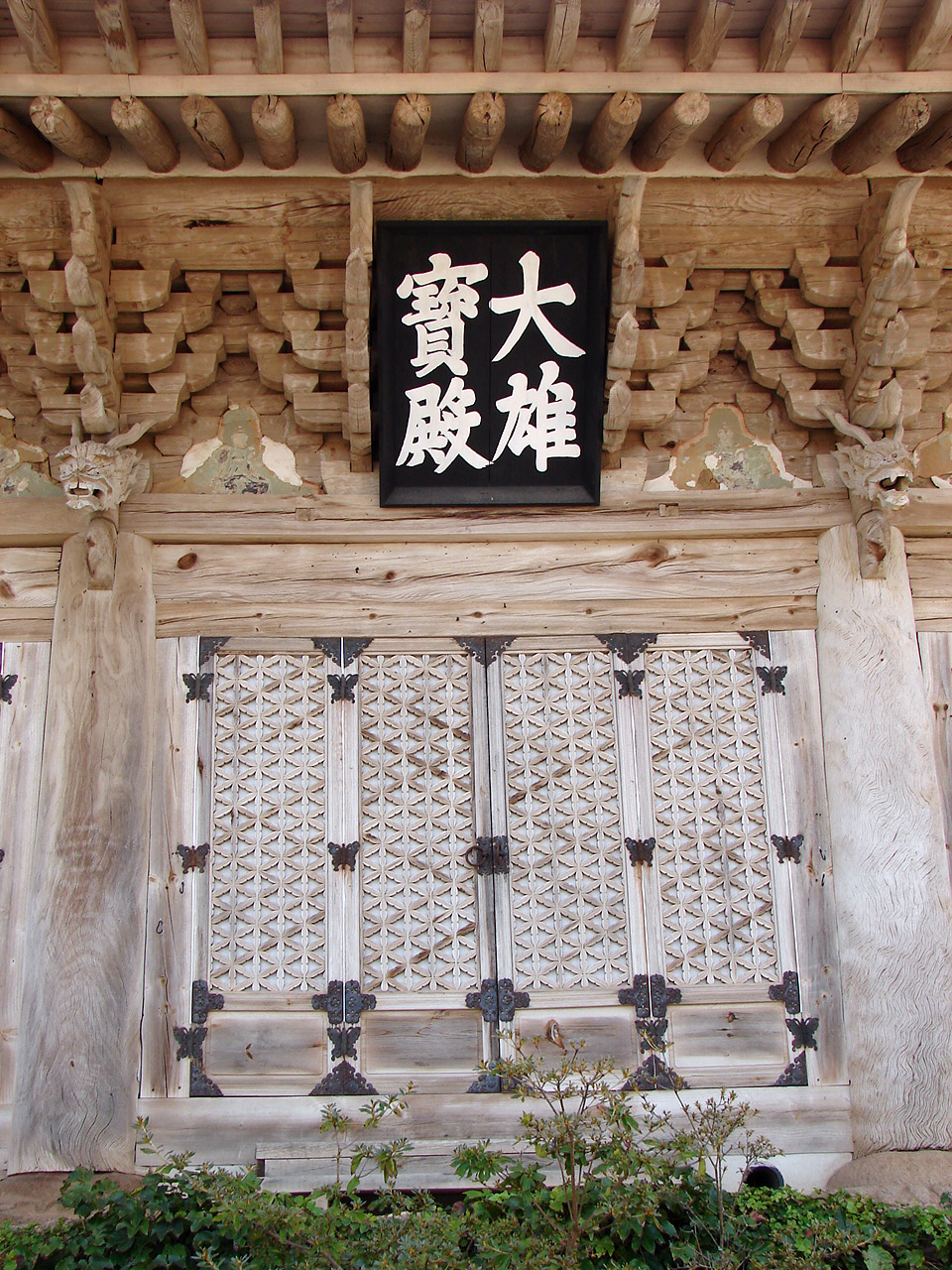
美黃寺（朝鲜语：미황사）大雄寶殿的匾額
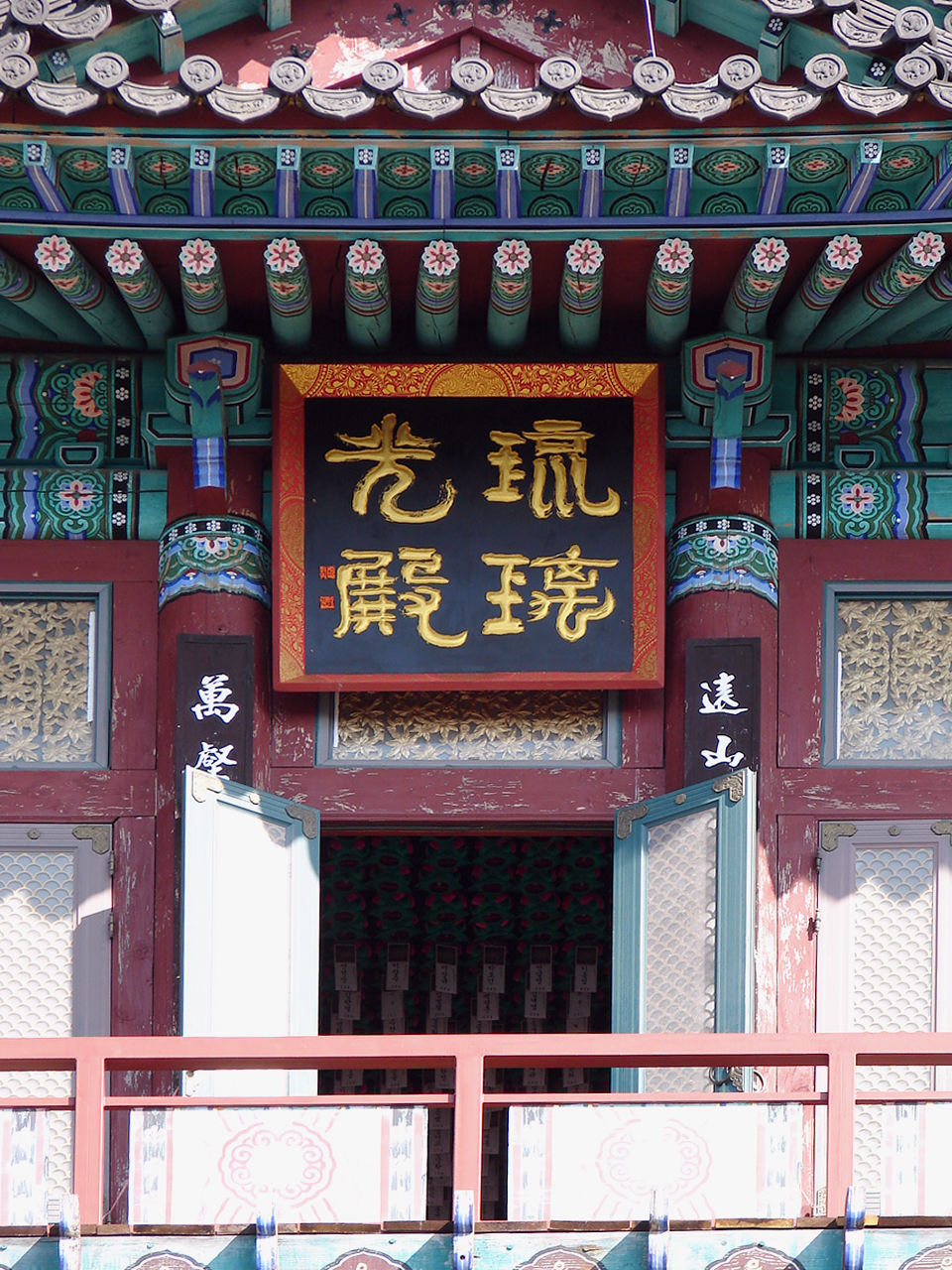
四聖庵（英语：Saseongam）琉璃光殿的匾額
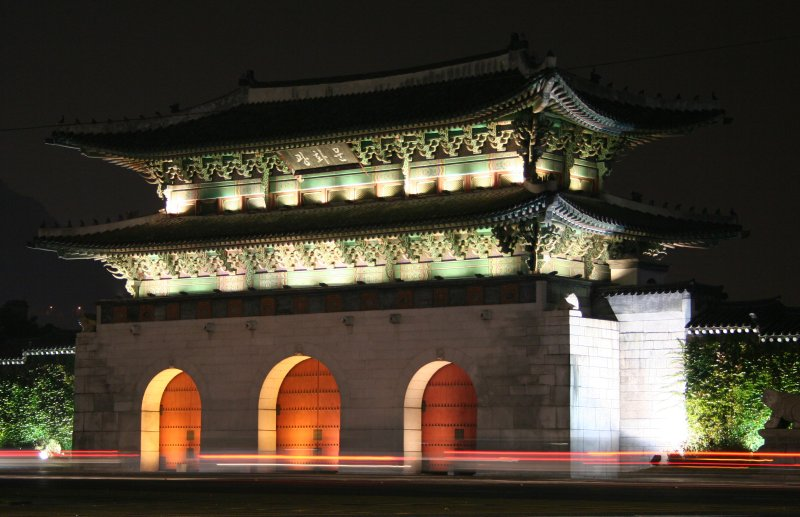
光化門，朴正熙提的諺文匾額

## 越南匾額

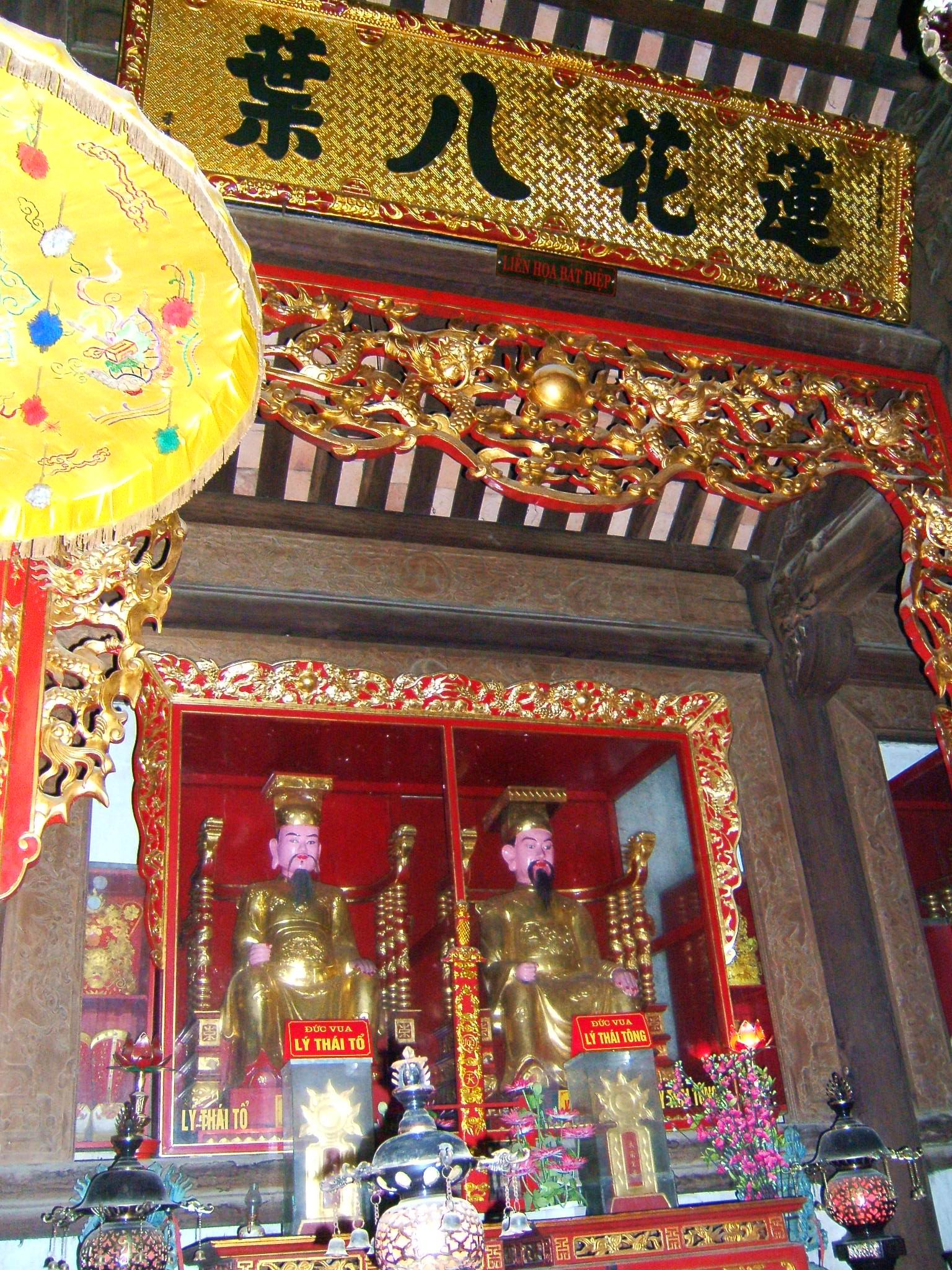
北寧省慈山市亭榜坊李八帝廟的漢字匾額

## 蒙古匾額

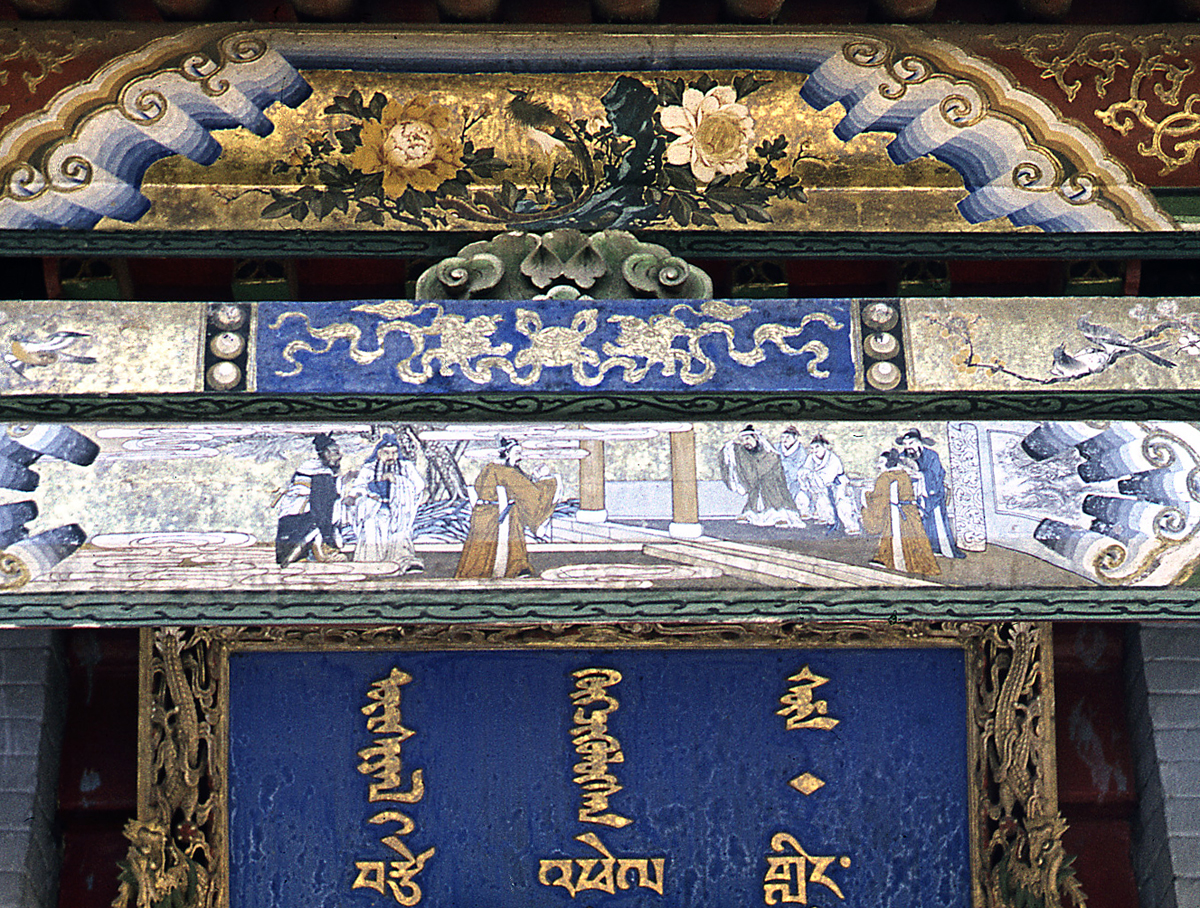
乌兰巴托

## 外部連結
- 维基共享资源上的相關多媒體資源：匾額